# 10 października
10 października jest 283. (w latach przestępnych 284.) dniem w kalendarzu gregoriańskim. Do końca roku pozostaje 82 dni.

## Święta
- Imieniny obchodzą: Adalryk, Alderyk, Daniel, Dionizjusz, Dionizy, Eleuteria, Eleuteriusz, Eleutery, Eulampia, Eulampiusz, Franciszek, Gereon, German, Jan, Kalistrat, Kasjusz, Leon, Leona, Lutomir, Maria, Paulin, Przemysław, Rustyk, Rustyka, Samuel, Tomił, Tomiła I Twardostoj.
- Fidżi – Święto Niepodległości
- Finlandia – Dzień Fińskiej Literatury
- Kenia – Święto Prezydenta Daniela Moi
- Korea Północna – Rocznica Utworzenia Partii Robotniczej
- Kuba – Dzień I Wojny o Niepodległość[1]
- Polska – Dzień Gier Planszowych
- Republika Chińska (Tajwan) – Święto Republiki
- Międzynarodowe:
  - Światowy Dzień Zdrowia Psychicznego[2] (pod patronatem World Federation for Mental Health i Światowej Organizacji Zdrowia)
  - Europejski Dzień Przeciw Karze Śmierci[3]
  - Światowy Dzień Drzewa – międzynarodowa[4] i ogólnopolska (Klub Gaja) akcja sadzenia drzew
- Wspomnienia i święta w Kościele katolickim[5][6] obchodzą:
  - św. Cerboniusz (biskup)
  - św. Daniel i towarzysze (męczennicy)
  - św. Daniel Comboni (Ojciec Afrykanów)
  - św. Dionizy, biskup, i towarzysze (Kościół katolicki w Polsce)
  - święci: Kasjusz i Florencjusz, Gereon
  - św. Jan z Bridlington (zakonnik)
  - św. Jan Leonardi († 1609, prezbiter, kanonizowany przez Piusa XI w 1938 roku razem ze św. Andrzejem Bobolą)
  - św. Paulin z Yorku († 644, biskup)
  - bł. Maria Angela Truszkowska (felicjanka)

## Wydarzenia w Polsce
- 1410 – Wielka wojna z zakonem krzyżackim: zwycięstwo wojsk polskich w bitwie pod Koronowem.
- 1427 – Przasnysz uzyskał od księcia mazowieckiego Janusza I Starszego przywilej miejski na prawie chełmińskim.
- 1574 – W Krakowie wybuchły kilkudniowe starcia wywołane przez katolików przeciwko ewangelikom; zburzenie zboru ewangelickiego przez katolików, głównie żaków Akademii Krakowskiej.
- 1638 – Poświęcono kościół św. Doroty w Będzinie.
- 1793 – W Szczecinie odsłonięto pomnik Fryderyka II Wielkiego.
- 1794 – Insurekcja kościuszkowska: klęska powstańców w bitwie pod Maciejowicami w czasie której został ciężko ranny i wzięty do niewoli Najwyższy Naczelnik Siły Zbrojnej Narodowej Tadeusz Kościuszko.
- 1906 – Z wyroku sądu polowego stracono 5 robotników, uczestników antyrosyjskiego powstania łódzkiego.
- 1910 – Otwarto dzisiejszy Most Grunwaldzki we Wrocławiu.
- 1912 – W Inowrocławiu uruchomiono komunikację tramwajową.
- 1914 – I wojna światowa: klęską wojsk rosyjskich zakończyło się I oblężenie austro-węgierskiej Twierdzy Przemyśl.
- 1922 – W Katowicach zebrał się na pierwszym posiedzeniu Sejm Śląski.
- 1926 – Na zjeździe we Lwowie założono Ukraińskie Włościańsko-Robotnicze Zjednoczenie Socjalistyczne.
- 1933 – Owdowiały rok wcześniej prezydent RP Ignacy Mościcki ożenił się z Marią z domu Dobrzańską, primo voto Nagórną.
- 1936:
  - W Bydgoszczy uruchomiono komunikację autobusową.
  - Założono Automobilklub Kielecki.
- 1937:
  - Polska pokonała Jugosławię 4:0 w rozegranym na Stadionie Wojska Polskiego w Warszawie pierwszym meczu o awans do III Mistrzostw Świata w Piłce Nożnej we Francji.
  - Założono Stronnictwo Pracy.
- 1939:
  - Przeprowadzono pierwszą masową egzekucję w bydgoskiej „Dolinie Śmierci”.
  - W Warszawie ukazało się pierwsze wydanie czasopisma konspiracyjnego „Polska Żyje”.
  - ZSRR przekazał Wileńszczyznę Litwie.
- 1941 – W Biernatkach pod Kaliszem Niemcy rozstrzelali 125 Żydów.
- 1942 – Oddział GL rozbił więzienie w Kraśniku i uwolnił kilkudziesięciu więźniów.
- 1943 – W Legnicy uruchomiono komunikację trolejbusową.
- 1944 – Zbrodnia w Rudzie Różanieckiej na Podkarpaciu, popełniona przez funkcjonariuszy MO i polską ludność cywilną na 32 Ukraińcach.
- 1947:
  - W Gdańsku stracono 10 skazanych na karę śmierci w II procesie załogi obozu koncentracyjnego Stutthof.
  - Wszedł do służby pierwszy ze 100 zakupionych przez Polskę amerykańskich ciężkich parowozów towarowych typu Ty246, potocznie zwanych „trumanami”.
- 1956:
  - Astronom Kazimierz Kordylewski po raz pierwszy zaobserwował księżyce pyłowe Ziemi.
  - Rozpoczął się I Międzynarodowy Festiwal Muzyki Współczesnej Warszawska Jesień.
  - W Teatrze Młodej Warszawy (obecnie Teatr Rozmaitości) zadebiutował Zbigniew Zapasiewicz.
- 1957 – Premiera filmu obyczajowego Prawdziwy koniec wielkiej wojny w reżyserii Janusza Morgensterna.
- 1968 – Telewizja Polska wyemitowała premierowy odcinek serialu Stawka większa niż życie w reżyserii Janusza Morgensterna.
- 1971:
  - 18 osób zginęło w katastrofie promu na Wiśle w Świerżach Górnych koło Kozienic.
  - W rozegranym na Stadionie Dziesięciolecia w Warszawie meczu eliminacyjnym do piłkarskich Mistrzostw Europy Polska przegrała z RFN 1:3.
- 1973 – PRL zerwała stosunki dyplomatyczne z Chile.
- 1977 – Premiera filmu historycznego Śmierć prezydenta w reżyserii Jerzego Kawalerowicza.
- 1978 – Dokonano oblotu szybowca SZD-49 Jantar Standard K.
- 1979 – 34 górników zginęło w wyniku wybuchu pyłu węglowego w KWK „Dymitrow" w Bytomiu.
- 1980 – Premiera filmu psychologicznego Ćma w reżyserii Tomasza Zygadły.
- 1990 – Konferencja Episkopatu Polski reaktywowała Katolickie Stowarzyszenie Młodzieży i Caritas Polska.
- 1994 – Giełda Papierów Wartościowych w Warszawie została przyjęta do Światowej Federacji Giełd.
- 1995 – Na granicy polsko-ukraińskiej otwarto drogowe przejście graniczne Zosin-Uściług.
- 2002 – Sejm RP przyjął ustawę o płacy minimalnej.
- 2005 – Bundz i śliwowica łącka zostały wpisane na Listę Produktów Tradycyjnych.
- 2007 – Konflikt w domu zakonnym w Kazimierzu Dolnym: komornik w asyście policji dokonał eksmisji zbuntowanych betanek.
- 2009 – Prezydent Lech Kaczyński ratyfikował w imieniu Polski Traktat lizboński.
- 2013 – W Warszawie odsłonięto pomnik ks. Jana Twardowskiego.
- 2021 – Stadion Narodowy w Warszawie otrzymał imię Kazimierza Górskiego.

## Wydarzenia na świecie

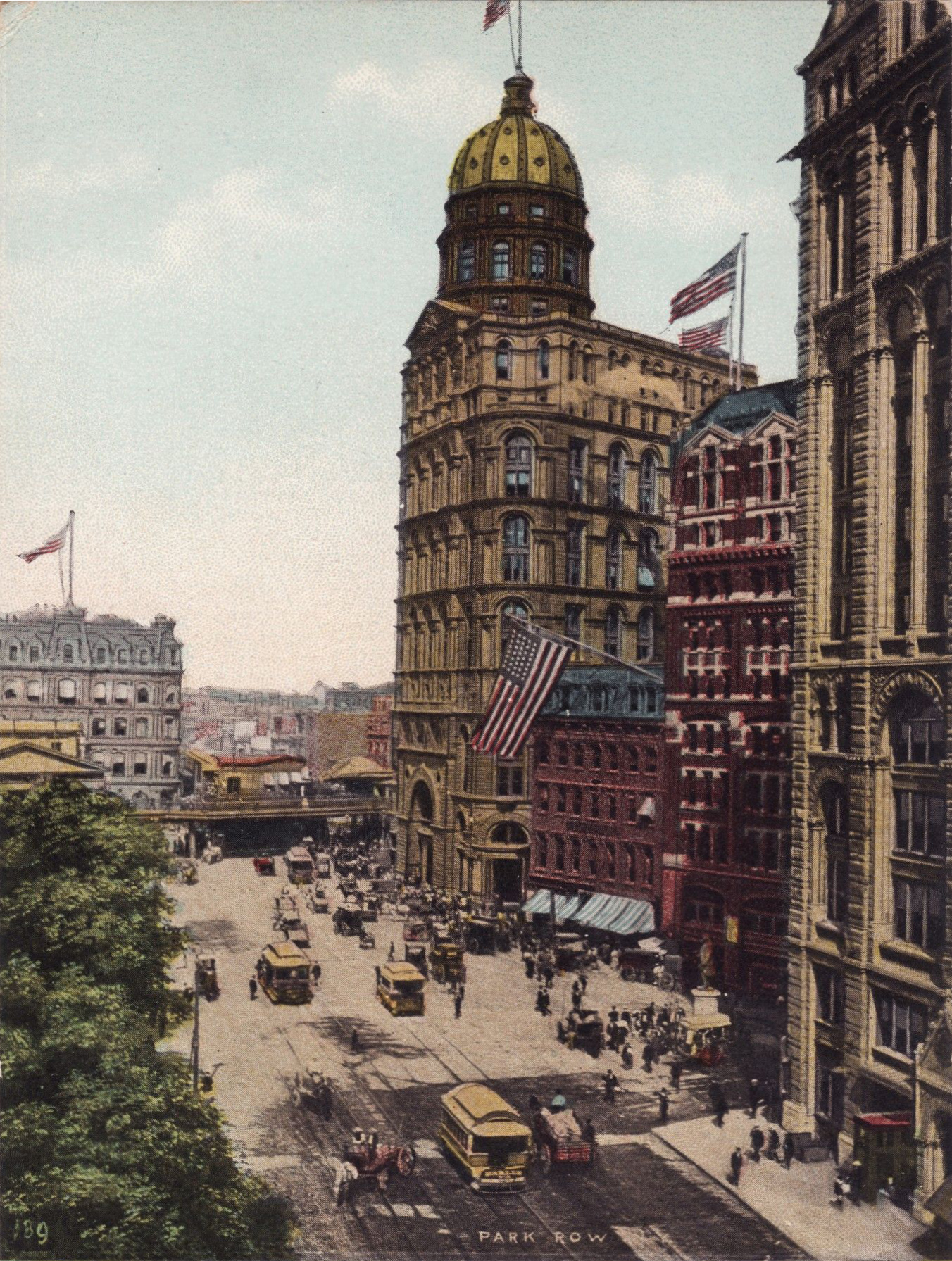
New York World Building

- 680 – Pod Karbalą kalif Umajjadów Jazid I pokonał trzeciego imama szyitów Husajna ibn Alego, który poległ w bitwie.
- 1359 – Piotr I został królem Cypru.
- 1471 – Wojna duńsko-szwedzka: zwycięstwo wojsk szwedzkich w bitwie pod Brunkebergiem.
- 1529 – Hiszpański żeglarz Álvaro de Saavedra Cerón odkrył atol Enewetak w archipelagu Wysp Marshalla.
- 1575 – Wojny religijne hugenockie: książę Henryk I de Guise pokonał hugenockich najemników w bitwie pod Dormans.
- 1582 – Ze względu na wprowadzenie kalendarza gregoriańskiego w dniu 4 października, dat od 5 października do 14 października nie było we Francji, Hiszpanii, Italii, Portugalii i Rzeczypospolitej Obojga Narodów.
- 1620 – Zwodowano angielski galeon HMS „Victory”.
- 1629 – Została poświęcona bazylika Wniebowzięcia Najświętszej Maryi Panny w Genui.
- 1631 – Wojna trzydziestoletnia: wojska saskie zajęły Pragę.
- 1683 – W hiszpańskim porcie Kadyks w wyniku pożaru eksplodowała amunicja na niemieckim statku „Wapen von Hamburg”, zabijając 64 marynarzy.
- 1733 – Francja wypowiedziała wojnę Austrii – początek wojny o sukcesję polską.
- 1773 – W Petersburgu rosyjski wielki książę i przyszły car Paweł Romanow poślubił swą pierwszą żonę Wilhelminę Luizę z Hesji-Darmstadt.
- 1774 – Wojna lorda Dunmore’a: stoczono bitwę pod Point Pleasant między Szaunisami a milicją z Wirginii.
- 1776 – Maurycy Beniowski został obwołany przez tubylców królem Madagaskaru.
- 1794 – W Paryżu założono Conservatoire National des Arts et Métiers, najstarsze na świecie muzeum typu technicznego.
- 1806 – IV koalicja antyfrancuska: zwycięstwo wojsk francuskich nad pruskimi w bitwie pod Saalfeld.
- 1845 – W Annapolis założono Akademię Marynarki Wojennej Stanów Zjednoczonych.
- 1846:
  - Brytyjski astronom William Lassell odkrył Trytona, jednego z księżyców Neptuna.
  - Królowa Hiszpanii Izabella II poślubiła księcia Kadyksu Franciszka de Asísa Burbona.
- 1868:
  - Kanadyjski astronom James Watson odkrył planetoidę (106) Dione.
  - Na Kubie wybuchło powstanie antyhiszpańskie.
- 1871 – Został ugaszony wielki pożar Chicago.
- 1881 – Ukazała się ostatnia książka Karola Darwina pt. O tworzeniu się gleby w następstwie działania dżdżownic oraz obserwacje nad ich zachowaniem się.
- 1882 – Rozpoczął działalność Bank Japonii.
- 1889 – Rozpoczęto budowę (nieistniejącego już) pierwszego nowojorskiego drapacza chmur New York World Building.
- 1903 – W Manchesterze feministka Emmeline Pankhurst wraz z córkami Christabel i Sylvią założyła Women’s Social and Political Union.
- 1904 – Niemiecki astronom Paul Götz odkrył planetoidę (546) Herodias.
- 1906 – W Zagrzebiu założono klub sportowy HŠK Concordia.
- 1911:
  - Wojna włosko-turecka: zwycięstwo wojsk włoskich w bitwie o Trypolis.
  - Na apel Ligi Związkowej w Chinach wybuchło powstanie, które doprowadziło do proklamowania republiki.
- 1912 – Założono Uniwersytet Memphis.
- 1913 – Prezydent USA Woodrow Wilson wysadzając zaporę Gamboa symbolicznie zakończył budowę Kanału Panamskiego.
- 1914 – Ferdynand I został królem Rumunii.
- 1916 – Spiridon Lambros został premierem Grecji.
- 1918:
  - I wojna światowa: na Zatoce Dublińskiej, po storpedowaniu przez niemiecki okręt podwodny SM UB-123, zatonął brytyjski statek pasażerski „Leinster”, w wyniku czego zginęło 501 osób.
  - I wojna światowa: zwycięstwo wojsk alianckich nad niemieckimi w bitwie pod Cambrai.
  - Xu Shichang został prezydentem Chin.
- 1919 – W Operze Wiedeńskiej odbyła się premiera opery Kobieta bez cienia z muzyką Richarda Straussa i librettem Hugona von Hofmannsthala.
- 1920:
  - Na mocy traktatu z Saint-Germain-en-Laye w Karyntii odbył się plebiscyt terytorialny, w którym za pozostaniem regionu w Austrii opowiedziało 59,14%, a za przyłączeniem do Królestwa Serbów, Chorwatów i Słoweńców 40,86% głosujących.
  - Niemiecki astronom Karl Wilhelm Reinmuth odkrył planetoidę (940) Kordula.
- 1921 – Proklamowano Królestwo Kurdystanu.
- 1923 – Cao Kun został prezydentem Chin.
- 1926 – Płynący z Rotterdamu polski masowiec SS „Wisła” został w czasie sztormu wyrzucony na mieliznę koło wyspy Terschelling u wybrzeża Holandii, w wyniku czego utonęli drugi oficer Bolesław Dunin Marcinkiewicz i marynarz Józef Łabuń, będący pierwszymi (imiennie odnotowanymi) ofiarami wśród marynarzy Polskiej Marynarki Handlowej. Uratowało się 14 marynarzy i będąca na statku żona kapitana.
- 1928 – Czang Kaj-szek został po raz drugi przewodniczącym Rządu Narodowego Republiki Chińskiej.
- 1929 – W Berlinie odbyła się premiera operetki Kraina uśmiechu z muzyką Franza Lehára.
- 1930 – Gheorghe Mironescu został po raz drugi premierem Rumunii.
- 1931 – Premiera radzieckiego dramatu filmowego Wioska na Ałtaju w reżyserii Grigorija Kozincewa i Leonida Trauberga.
- 1932:
  - Uruchomiono Dnieprzańską Elektrownię Wodną w Zaporożu na Ukrainie.
  - W więzieniu Ichigaya w Tokio został powieszony koreański działacz niepodległościowy Lee Bong-chang, sprawca nieudanego zamachu na cesarza Hirohito z 8 stycznia tego roku.
- 1933 – Należący do United Airlines Boeing 247 rozbił się po wybuchu bomby podłożonej w luku bagażowym w pobliżu Chesterton w stanie Indiana, w wyniku czego zginęło wszystkie 7 osób na pokładzie.
- 1934 – W Buenos Aires rozpoczął się 32. kongres eucharystyczny.
- 1935 – W Grecji gen. Jeorjos Kondilis obalił prezydenta Aleksandrosa Zaimisa i premiera Panajisa Tsaldarisa, ogłosił się regentem i zapowiedział plebiscyt w sprawie przywrócenia monarchii.
- 1938 – Niemcy zajęli ostatnie tereny w Sudetach przyznane im kosztem Czechosłowacji na konferencji monachijskiej.
- 1940:
  - Adolf Hitler wydał rozkaz wybudowania 6 tys. schronów przeciwlotniczych w 92 miastach.
  - Fulgencio Batista został prezydentem Kuby.
- 1941:
  - Nuri as-Sa’id został po raz trzeci premierem Iraku.
  - Premiera nazistowskiego filmu propagandowego Heimkehr w reżyserii Gustava Ucicky’ego.
- 1942:
  - Australia i ZSRR nawiązały stosunki dyplomatyczne.
  - Bitwa o Atlantyk: niemiecki okręt podwodny U-172 zatopił na północny zachód od Przylądka Dobrej Nadziei brytyjski transportowiec wojska RMS „Orcades” (23 456 BRT), jeden z największych statków zatopionych przez U-Booty. Zginęło 28 członków jego załogi, 2 artylerzystów i 18 pasażerów, a około 1000 rozbitków zostało wyłowionych podczas brawurowej akcji ratunkowej przez polski statek SS „Narwik”.
  - Front wschodni: zakończyła się trwająca od 19 sierpnia operacja siniawińska Armii Czerwonej, mająca na celu przerwanie blokady Leningradu, który znajdował się w oblężeniu od prawie roku. W tym samym czasie niemiecki Wehrmacht planował operację „Nordlicht”, która miała na celu zdobycie Leningradu i połączenie się z wojskami fińskimi. Obydwie strony nie wiedziały o planach wroga, a bitwa, która się wywiązała, zakończyła się bez rozstrzygnięcia.
- 1943 – Front zachodni: 236 amerykańskich bombowców B-17 Flying Fortress, ochraniananych przez 216 myśliwców P-47 Thunderbolt, dokonało dziennego nalotu na centrum Münster. Zginęło ok. 700 cywilów i 308 członków amerykańskich załóg.
- 1944:
  - Józef Stalin i Winston Churchill zawarli na Kremlu poufną umowę o przyszłym, ścisłym podziale stref wpływów i ich proporcji, m.in. w Grecji i w Polsce.
  - Ramón Grau San Martin został po raz drugi prezydentem Kuby.
- 1948 – Carlos Prío Socarrás został prezydentem Kuby.
- 1950 – Dokonano oblotu brytyjskiego eksperymentalnego samolotu Boulton Paul P.111, przeznaczonego do badania zachowania się skrzydła typu delta w lotach z prędkościami przydźwiękowymi. Była to pierwsza brytyjska maszyna zbudowana w takim układzie konstrukcyjnym.
- 1954 – Oddziały Việt Minhu wkroczyły do Hanoi po wycofaniu się, zgodnie z porozumieniami genewskimi, wojsk francuskich.
- 1956:
  - Premiera amerykańskiego westernu Olbrzym w reżyserii George’a Stevensa.
  - Rozpoczęto produkcję radzieckiego samochodu osobowego GAZ Wołga.
  - W pożarze zajezdni tramwajowej w norweskim Trondheim uległ ziszczeniu niemal cały tabor.
- 1957:
  - Doszło do pożaru grafitowego rdzenia reaktora atomowego w Windscale w Wielkiej Brytanii.
  - Premiera 1. odcinka serialu telewizyjnego Zorro.
- 1959 – Reprezentacja Polski w koszykówce kobiet zadebiutowała na Mistrzostwach Świata, przegrywając w Moskwie z Czechosłowacją 61:76.
- 1961:
  - Wszystkich 290 mieszkańców wyspy Tristan da Cunha na południowym Atlantyku uciekło łodziami rybackimi, z powodu wybuchu wulkanu, na sąsiednią, bezludną wysepkę Nightingale, skąd następnego dnia wezwany na ratunek holenderski statek MV „Tjisadane” zabrał ich do Kapsztadu.
  - Została utworzona Tuwińska ASRR.
- 1963:
  - Premiera brytyjskiego filmu sensacyjnego Pozdrowienia z Rosji w reżyserii Terence’a Younga.
  - Wszedł w życie Układ o zakazie prób broni nuklearnej w atmosferze, w przestrzeni kosmicznej i pod wodą (LTBT).
- 1964 – W Tokio rozpoczęły się XVIII Letnie Igrzyska Olimpijskie.
- 1966:
  - Premiera amerykańskiego filmu Hawaje w reżyserii George’a Roya Hilla.
  - Ukazał się singiel Good Vibrations amerykańskiego zespołu The Beach Boys.
- 1967 – Wszedł w życie Traktat o przestrzeni kosmicznej.
- 1968 – Premiera francusko-włoskiego filmu fantastycznonaukowego Barbarella w reżyserii Rogera Vadima.
- 1970:
  - Fidżi proklamowało niepodległość (od Wielkiej Brytanii).
  - Kanadyjski wicepremier Pierre Laporte został uprowadzony przez terrorystów z separatystycznego Frontu Wyzwolenia Quebecu.
- 1971 – W spowodowanej wybuchem bomby katastrofie lecącego z Moskwy do Symferopola, należącego do Aerofłot samolotu Tu-104, zginęło wszystkich 25 osób na pokładzie.
- 1973 – Oskarżony o korupcję wiceprezydent USA Spiro Agnew ustąpił ze stanowiska.
- 1975 – Papua-Nowa Gwinea została członkiem ONZ.
- 1976:
  - Dokonano oblotu brazylijskiego samolotu wielozadaniowego Embraer 121 Xingu.
  - Gubernator prowincji Tajwan i późniejszy wiceprezydent Tajwanu Hsieh Tung-min został ciężko ranny w wyniku wybuchu bomby ukrytej w liście.
- 1977 – Międzynarodowa organizacja pozarządowa Amnesty International została laureatem Pokojowej Nagrody Nobla.
- 1980:
  - Ponad 2600 osób zginęło, a około 9000 zostało rannych w wyniku trzęsienia ziemi w Szalif w Algierii.
  - W Salwadorze powstała lewicowa organizacja partyzancka Front Wyzwolenia Narodowego im. Farabunda Martíego (FMLN).
- 1981:
  - Japońska ekspedycja dokonała pierwszego wejścia na szczyt siedmiotysięcznika Langtang Ri w Himalajach.
  - Reprezentacja Polski pokonała w Lipsku NRD 3:2 i zapewniła sobie awans na piłkarskie Mistrzostwa Świata w Hiszpanii.
- 1982 – Papież Jan Paweł II kanonizował w Rzymie Maksymiliana Marię Kolbego.
- 1983 – Icchak Szamir zastąpił Menachema Begina na stanowisku premiera Izraela.
- 1985 – 4 amerykańskie myśliwce Grumman F-14 Tomcat przechwyciły i zmusiły do lądowania na Sycylii egipski samolot pasażerski, na pokładzie którego znajdowali się palestyńscy porywacze włoskiego statku wycieczkowego „Achille Lauro”.
- 1986:
  - Około 1500 osób zginęło w trzęsieniu ziemi w stolicy Salwadoru San Salvador.
  - Premiera amerykańskiego komediodramatu Peggy Sue wyszła za mąż w reżyserii Francisa Forda Coppoli.
- 1988 – Ukazał się album Barcelona Freddiego Mercury’ego i Montserrat Caballé.
- 1991 – Abdur Rahman Biswas został prezydentem Bangladeszu.
- 1994 – Andora została przyjęta do Rady Europy.
- 1997:
  - 74 osoby zginęły w katastrofie argentyńskiego samolotu McDonnell Douglas DC-9 w Urugwaju.
  - Nurłan Bałgymbajew został premierem Kazachstanu.
- 1999 – Alberto Bustamante Belaunde został premierem Peru.
- 2000 – W stolicy Kirgistanu Biszkeku założono Euroazjatycką Wspólnotę Gospodarczą.
- 2001 – Prezydent USA George W. Bush zaprezentował listę 22 ściganych najgroźniejszych terrorystów.
- 2003 – Premiera pierwszej części filmu akcji Kill Bill w reżyserii Quentina Tarantino.
- 2004:
  - Abdullahi Jusuf został wybrany na tymczasowego prezydenta Somalii.
  - W meksykańskiej Guadalajarze rozpoczął się 48. kongres eucharystyczny.
- 2006:
  - Serwis internetowy YouTube został kupiony przez Google za 1,65 mld dolarów.
  - W katastrofie lotu Atlantic Airways 670 w norweskim mieście Stord zginęły 4 osoby, a 12 zostało rannych.
- 2007 – Rozpoczęła się misja statku Sojuz TMA-11 z pierwszym kosmonautą z Malezji Sheikhem Shukorem na pokładzie.
- 2008:
  - Były prezydent Finlandii Martti Ahtisaari został laureatem Pokojowej Nagrody Nobla.
  - Co najmniej 40 osób zginęło, a około 200 zostało rannych w zamachu bombowym w pakistańskim Orakzai.
- 2009:
  - Grupa talibów zaatakowała kwaterę główną armii pakistańskiej w Rawalpindi, biorąc 42 zakładników. Następnego ranka pakistańscy komandosi przeprowadzili akcję ich odbicia, w której zginęło 20 osób (9 terrorystów, 8 żołnierzy i 3 zakładników).
  - Turcja i Armenia podpisały w Zurychu umowę o nawiązaniu stosunków dyplomatycznych, mającą w konsekwencji doprowadzić do otwarcia wspólnej granicy.
- 2010:
  - Antyle Holenderskie zostały podzielone na 5 oddzielnych prowincji Królestwa Niderlandów.
  - W Kirgistanie przeprowadzono pierwsze wybory parlamentarne po zmianie konstytucji i wprowadzeniu w kraju systemu parlamentarnego.
- 2011 – 28 osób zginęło, a 212 zostało rannych podczas tłumienia przez wojsko pokojowej demonstracji Koptów w Kairze.
- 2013 – Były burmistrz amerykańskiego Detroit Kwame Kilpatrick został skazany na 28 lat więzienia za ściąganie haraczy, spiski, wyłudzenia i przestępstwa podatkowe.
- 2015 – 102 osoby zginęły, a ok. 400 zostało rannych w dwóch samobójczych zamachach bombowych na dworzec kolejowy w Ankarze.
- 2016 – Kersti Kaljulaid jako pierwsza kobieta została zaprzysiężona na stanowisku prezydenta Estonii.
- 2017 – Teledysk do utworu Despacito w wykonaniu Luisa Fonsiego jako pierwszy w historii YouTube osiągnął 4 miliardy wyświetleń.
- 2018 – 55 osób zginęło, a 16 zostało rannych w katastrofie autobusu w Kericho w zachodniej Kenii.
- 2019:
  - Miguel Díaz-Canel został prezydentem Kuby.
  - Olga Tokarczuk została ogłoszona laureatką Nagrody Nobla w dziedzinie literatury za rok 2018.
- 2020 – Iga Świątek została zwyciężczynią turnieju tenisowego French Open 2020 w grze pojedynczej.
- 2022 – Inwazja Rosji na Ukrainę: w odwecie za uszkodzenie Mostu Krymskiego dwa dni wcześniej Rosjanie przeprowadzili ataki na kilkanaście ukraińskich miast, zabijając co najmniej 19 osób i raniąc ponad 100 innych.

## Eksploracja kosmosu
- 1960 – Nieudana próba wystrzelenia radzieckiej sondy Mars 1M 1.
- 1983 – Radziecka sonda Wenera 15 weszła na orbitę Wenus.

## Urodzili się
- 19 – Tyberiusz Klaudiusz Gemellus, rzymski polityk (zm. 37/38)
- 1201 – Richard de Fournival, francuski filozof, poeta (zm. 1260)
- 1332 – Karol II Zły, król Nawarry (zm. 1387)
- 1344 – Maria Plantagenet, księżniczka angielska, księżna Bretanii (zm. 1362)
- 1470 – Selim I Groźny, sułtan Imperium Osmańskiego (zm. 1520)
- 1483 – Dymitr Iwanowicz, następca tronu Wszechrusi, kniaź twerski (zm. 1509)
- 1486 – Karol III Dobry, książę Sabaudii (zm. 1553)
- 1514 – Michael von Kuenburg, austriacki duchowny katolicki, arcybiskup metropolita Salzburga (zm. 1560)
- 1555 – Francesco Vendramin, włoski duchowny katolicki, patriarcha Wenecji, kardynał (zm. 1618)
- 1560 – Jacobus Arminius, niderlandzki teolog protestancki, twórca arminianizmu, wykładowca akademicki (zm. 1609)
- 1567 – Katarzyna Michalina Habsburg, infantka hiszpańska, księżna sabaudzka (zm. 1597)
- 1585 – Piotr Gembicki, polski duchowny katolicki, podkanclerzy koronny, kanclerz wielki koronny, biskup krakowski (zm. 1657)
- 1599 – Étienne Moulinié, francuski kompozytor (zm. 1676)
- 1622 – (data chrztu) Johannes Lingelbach, holenderski malarz (zm. 1674)
- 1625 – Erik Dahlbergh, szwedzki feldmarszałek, dyplomata, historyk, kartograf (zm. 1703)
- 1641 – Wolfgang Caspar Printz, niemiecki kompozytor, teoretyk muzyki (zm. 1717)
- 1642 – Albert Ernest I, książę Oettingen (zm. 1683)
- 1650 – Ulisse Giuseppe Gozzadini, włoski duchowny katolicki, arcybiskup ad personam Imoli, kardynał (zm. 1728)
- 1656 – Nicolas de Largillière, francuski malarz (zm. 1746)
- 1669 – Johann Nikolaus Bach, niemiecki kompozytor (zm. 1753)
- 1678 – John Campbell, szkocki arystokrata, polityk, dyplomata (zm. 1743)
- 1684 – Jean-Antoine Watteau, francuski malarz (zm. 1721)
- 1695 – Ernst Julius von Seidlitz, niemiecki pietysta, organizator wspólnoty braci morawskich na Dolnym Śląsku (zm. 1766)
- 1700 – Lambert-Sigisbert Adam, francuski rzeźbiarz (zm. 1759)
- 1731 – Henry Cavendish, brytyjski chemik, fizyk (zm. 1810)
- 1738 – Benjamin West, amerykański malarz (zm. 1820)
- 1741 – Karol II, wielki książę Meklemburgii-Strelitz (zm. 1816)
- 1743 – Charles Olivier de Saint-Georges, francuski arystokrata, generał, dyplomata, historyk (zm. 1828)
- 1744 – Michał Hieronim Radziwiłł, polski ziemianin, polityk, marszałek Sejmu Rozbiorowego, targowiczanin (zm. 1831)
- 1746 – Jerzy XII, ostatni król Kartlii i Kachetii (zm. 1800)
- 1749 – Martin Vahl, duńsko-norweski zoolog, botanik (zm. 1804)
- 1755 – (data chrztu) Tomasz Kajetan Węgierski, polski szlachcic, poeta, satyryk, tłumacz, podróżnik (zm. 1787)
- 1757 – Erik Acharius, szwedzki botanik (zm. 1819)
- 1763 – Xavier de Maistre, sabaudzki pisarz tworzący w języku francuskim, malarz, generał w służbie rosyjskiej (zm. 1852)
- 1777 – Stanisław Czerski, polski jezuita, filolog (zm. ?)
- 1779 – Giovanni Soglia Ceroni, włoski kardynał (zm. 1856)
- 1785 – Florestan I Grimaldi, książę Monako (zm. 1856)
- 1786 – François-Édouard Picot, francuski malarz, litograf (zm. 1868)
- 1796 – Stanisław Mackiewicz, polski polityk, tłumacz, wydawca, filantrop (zm. 1879)
- 1797 – August von Dönhoff, pruski dyplomata (zm. 1874)
- 1802 – Hugh Miller, szkocki geolog, teolog protestancki (zm. 1856)
- 1812 – János Garay, węgierski poeta, dramatopisarz (zm. 1853)
- 1813 – Giuseppe Verdi, włoski kompozytor (zm. 1901)
- 1819 – Zebulon York, amerykański (konfederacki) generał brygady (zm. 1900)
- 1825 – Paul Kruger, burski polityk, prezydent Transwalu (zm. 1904)
- 1828 – Henrietta Maria Dominici, włoska zakonnica, błogosławiona (zm. 1894)
- 1830 – Izabela II Burbon, królowa Hiszpanii (zm. 1904)
- 1834 – Aleksis Kivi, fiński pisarz (zm. 1872)
- 1836 – Edmund Rose, niemiecki chirurg (1914)
- 1839 – Francisco Giner de los Ríos, hiszpański filozof, eseista, pedagog (zm. 1915)
- 1843 – Berthold Kempinski, niemiecki przedsiębiorca pochodzenia żydowskiego (zm. 1910)
- 1846:
  - Freeman Tulley Knowles, amerykański prawnik, wojskowy, wydawca prasy, polityk (zm. 1910)
  - Jerzy II, książę Schaumburg-Lippe (zm. 1911)
- 1847 – Milan Jovanović Batut, serbski lekarz (zm. 1940)
- 1849 – Eugeniusz Geyer, polski fabrykant pochodzenia niemieckiego (zm. 1928)
- 1850 – Léon Comerre, francuski malarz (zm. 1916)
- 1851 – Aaron Ward, amerykański kontradmirał (zm. 1918)
- 1852:
  - René Cagnat, francuski historyk, epigrafik, archeolog, antykwariusz (zm. 1937)
  - Jadwiga Łubieńska, polska rzeźbiarka (zm. 1930)
- 1853:
  - Sadayoshi Andō, japoński generał, polityk, gubernator generalny Tajwanu (zm. 1932)
  - Victor H. Metcalf, amerykański polityk (zm. 1936)
- 1855 – Adam Gołuchowski, polski hrabia, ziemianin, polityk (zm. 1914)
- 1856:
  - Brunon Edward Gardo, polski nauczyciel, działacz narodowy (zm. 1916)
  - Florentyn Felipe Naya, hiszpański zakonnik, błogosławiony (zm. 1936)
- 1857:
  - Stefan Bakałowicz, polski malarz (zm. 1947)
  - Jechaskiel Lipszyc, polski rabin, filozof, poeta, prozaik, działacz społeczny (zm. 1932)
- 1858 – Maurice Brazil Prendergast, amerykański malarz, grafik, ilustrator, projektant pochodzenia kanadyjskiego (zm. 1924)
- 1859 – Sōkaku Takeda, japoński teoretyk sztuk walki (zm. 1943)
- 1860:
  - Władysław Abraham, polski prawnik (zm. 1941)
  - Rufus Isaacs, brytyjski arystokrata, polityk pochodzenia żydowskiego (zm. 1935)
  - Paul Petras, niemiecki nauczyciel, poeta, prozaik (zm. 1941)
- 1861:
  - Napoleon Louis-Wawel, polski wiceadmirał (zm. 1934)
  - Fridtjof Nansen, norweski oceanograf, przyrodnik, badacz Arktyki, laureat Pokojowej Nagrody Nobla (zm. 1930)
  - Claudio Wílliman, urugwajski polityk, prezydent Urugwaju (zm. 1934)
- 1865 – Rafael Merry del Val, hiszpański duchowny katolicki, sekretarz stanu Stolicy Apostolskiej, kardynał, Sługa Boży (zm. 1930)
- 1870:
  - Hinde Bergner, polska pisarka pochodzenia żydowskiego (zm. 1942)
  - Paul Geheeb, niemiecki pedagog (zm. 1961)
  - Józef Ksawery Grodecki, polski nauczyciel, literat, dziennikarz, działacz polityczny i oświatowy (zm. 1963)
  - Franciszek Trąbalski, polski polityk, poseł na Sejm Ustawodawczy (zm. 1964)
- 1871 – David Lindsay, brytyjski arystokrata, polityk (zm. 1940)
- 1873:
  - Arthur O. Lovejoy, amerykański historyk (zm. 1962)
  - Maria Lubomirska, polska księżna, pierwsza dama (zm. 1934)
- 1874:
  - Jadwiga Dziubińska, polska pedagog, polityk, poseł na Sejm RP (zm. 1937)
  - Vladas Stašinskas, litewski prawnik, polityk, dyrektor Banku Litwy (zm. 1944)
- 1877 – William Richard Morris, brytyjski wynalazca, przedsiębiorca (zm. 1963)
- 1879 – Mario Calderara, włoski lotnik, wynalazca (zm. 1944)
- 1880 – Maximilian Kaller, niemiecki duchowny katolicki, biskup warmiński (zm. 1947)
- 1881 – Gaston Ragueneau, francuski lekkoatleta, długodystansowiec (zm. 1978)
- 1882 – George Barbier, francuski malarz, ilustrator, projektant mody (zm. 1932)
- 1886:
  - Anna Gruszecka, polska lekarz psychiatra (zm. 1966)
  - Arvid Holmberg, szwedzki gimnastyk (zm. 1958)
- 1887:
  - Wacław Barcikowski, polski prawnik, adwokat, polityk, pierwszy prezes Sądu Najwyższego, poseł do Krajowej Rady Narodowej, wicemarszałek Sejmu Ustawodawczego, poseł na Sejm PRL, wiceprzewodniczący Rady Państwa (zm. 1981)
  - Józef Rajmund Ferragud Girbés, hiszpański działacz Akcji Katolickiej, męczennik, błogosławiony (zm. 1936)
- 1888:
  - Wiktor Palmow, ukraińsko-rosyjski malarz (zm. 1929)
  - Michał Halicz, polski aktor (zm. 1969)
- 1889 – Han van Meegeren, holenderski malarz (zm. 1947)
- 1890 – Fryderyk Jarosy, polski aktor, reżyser teatralny, konferansjer pochodzenia węgierskiego (zm. 1960)
- 1891:
  - Bolesław Barbacki, polski malarz (zm. 1941)
  - Raymond Bernard, francuski reżyser filmowy (zm. 1977)
- 1892 – Ivo Andrić, jugosłowiański pisarz, nowelista, poeta, laureat Nagrody Nobla (zm. 1975)
- 1894 – Wiktor Petrow, ukraiński filolog, etnograf, historyk, pisarz (zm. 1969)
- 1895 – Lin Yutang, chiński pisarz (zm. 1976)
- 1896 – Lester Germer, amerykański fizyk (zm. 1971)
- 1897 – Stanisław Jan Piątkiewicz, polski rzeźbiarz (zm. 1970)
- 1898:
  - Karl Bielig, niemiecki polityk (zm. 1991)
  - Eugen Wüster, austriacki językoznawca, leksykograf, esperantolog, interlingwista (zm. 1977)
- 1899:
  - Shripad Amrit Dange, indyjski związkowiec, polityk komunistyczny (zm. 1991)
  - Kaarlo Kurko, fiński wojskowy, pisarz (zm. 1989)
  - Sándor Peics, węgierski piłkarz, trener (zm. 1965)
- 1900:
  - Helen Hayes, amerykańska aktorka (zm. 1993)
  - Karl Kaufmann, niemiecki działacz nazistowski, gauleiter Hamburga (zm. 1969)
  - Franz Stahlecker, niemiecki oficer wywiadu i policji, zbrodniarz nazistowski (zm. 1942)
- 1901:
  - Alberto Giacometti, szwajcarski rzeźbiarz, malarz (zm. 1966)
  - Aleksandr Szczerbakow, radziecki generał-pułkownik, polityk (zm. 1945)
- 1902:
  - Iwan Bolszakow, radziecki polityk (zm. 1980)
  - Sigurd Monssen, norweski wioślarz (zm. 1990)
  - Piotr Puławski, polski artysta ludowy (zm. 1982)
- 1903:
  - Vernon Duke, amerykański kompozytor pochodzenia białoruskiego (zm. 1969)
  - Stanisław Klimek, polski etnograf, antropolog kulturowy, wykładowca akademicki (zm. 1939)
  - Karol Koburg, hrabia Flandrii (zm. 1983)
  - Ferdinand Le Drogo, francuski kolarz szosowy (zm. 1976)
  - Jerzy Mazurczyk, polski rzeźbiarz, pedagog (zm. 1995)
  - Christo Radewski, bułgarski poeta, publicysta, satyryk, tłumacz i autor tekstów dla dzieci, polityk (zm. 1996)
  - József Tasnádi, węgierski zapaśnik (zm. 1977)
- 1904:
  - Alf Liczmański, polski działacz polonijny, harcmistrz (zm. 1940)
  - Stefan Misiaszek, polski polityk, poseł na Sejm PRL (zm. 1988)
  - Cyril Stiles, nowozelandzki wioślarz (zm. 1985)
- 1905:
  - Wilhelm Beiglböck, austriacki lekarz, zbrodniarz nazistowski (zm. 1963)
  - Lotte Loebinger, niemiecka aktorka teatralna i filmowa (zm. 1999)[7]
  - Jane Winton, amerykańska aktorka, tancerka, śpiewaczka operowa (zm. 1959)
- 1906:
  - Paul Creston, amerykański pianista, kompozytor, pedagog pochodzenia włoskiego (zm. 1985)
  - Nikołaj Michajłow, radziecki dziennikarz, polityk (zm. 1982)
  - R.K. Narayan, indyjski pisarz (zm. 2001)
  - Eugeniusz Wilczkiewicz, polski piłkarz (zm. 1968)
- 1907:
  - Sälken Däulenow, kazachski i radziecki polityk (zm. 1984)
  - Edward Dawson, kanadyjski koszykarz (zm. 1968)
  - Wanda Jakubowska, polska reżyserka i scenarzystka filmowa (zm. 1998)
- 1908:
  - John Green, amerykański kompozytor, dyrygent (zm. 1989)
  - Fidel Ortiz, meksykański bokser (zm. 1975)
  - Mercè Rodoreda, katalońska pisarka (zm. 1983)
- 1909:
  - Robert F. Boyle, amerykański scenograf filmowy (zm. 2010)
  - Jacques Rossi, polsko-francuski językoznawca, pisarz, poliglota (zm. 2004)
- 1910:
  - Dwarkanath Kotnis, indyjski lekarz, polityk (zm. 1942)
  - Albert Margai, sierraleoński adwokat, polityk, premier Sierra Leone (zm. 1980)
  - Giuseppe Martano, włoski kolarz szosowy (zm. 1994)
  - Adam Smoliński, polski inżynier elektryk, wykładowca akademicki (zm. 1996)
  - Bolesław Tatarkiewicz, polski architekt, urbanista, wykładowca akademicki (zm. 1992)
  - Johann Urbanek, austriacki piłkarz (zm. 2000)
- 1911:
  - Vincenzo Demetz, włoski biegacz narciarski (zm. 1990)
  - Clare Hollingworth, brytyjska dziennikarka, pisarka (zm. 2017)
  - Traian Iordache, rumuński piłkarz (zm. 1999)
- 1912:
  - John Austrheim, norweski polityk (zm. 1995)
  - Thomas Stoltz Harvey, amerykański patolog (zm. 2007)
- 1913:
  - Claude Simon, francuski pisarz, laureat Nagrody Nobla (zm. 2005)
  - Wiktor Szyryński, kanadyjski psychiatra, psycholog pochodzenia polskiego (zm. 2007)
- 1914:
  - Mario Lanzi, włoski lekkoatleta, średniodystansowiec (zm. 1980)
  - Dmitrij Ławrinienko, radziecki czołgista (zm. 1941)
  - Agostino Straulino, włoski żeglarz sportowy (zm. 2004)
- 1915:
  - Harry Edison, amerykański trębacz jazzowy (zm. 1999)
  - Helmut Polensky, niemiecki kierowca wyścigowy i rajdowy (zm. 2011)
- 1916:
  - Edward Fiszer, polski poeta, autor tekstów piosenek (zm. 1972)
  - Bernard Heuvelmans, francuski zoolog, podróżnik, odkrywca, pisarz (zm. 2001)
  - Kåre Holt, norweski pisarz (zm. 1997)
- 1917 – Thelonious Monk, amerykański muzyk jazzowy, kompozytor (zm. 1982)
- 1918:
  - Jigal Allon, izraelski generał major, polityk (zm. 1980)
  - Werner Dollinger, niemiecki ekonomista, polityk (zm. 2008)
- 1919:
  - Danuta Baduszkowa, polska tancerka, reżyserka teatralna (zm. 1978)
  - William Kruskal, amerykański matematyk i statystyk (zm. 2005)
  - Stanisław Stampf’l, polski pisarz (zm. 1980)
- 1920:
  - Stanisław Głąbiński, polski hokeista (zm. 1997)
  - Jadwiga Łokkaj, polska polityk, poseł na Sejm PRL (zm. 2008)
  - Jacqueline Mazéas, francuska lekkoatletka, dyskobolka (zm. 2012)
- 1921:
  - James Clavell, amerykański pisarz, reżyser i scenarzysta filmowy pochodzenia australijskiego (zm. 1994)
  - Frans Kaisiepo, papuaski polityk (zm. 1979)
  - Adam Siekierzycki, polski pułkownik dyplomowany saperów (zm. 1996)
  - Józef Strumiński, polski aktor, reżyser teatralny, malarz (zm. 1997)
  - Andrea Zanzotto, włoski poeta (zm. 2011)
- 1922:
  - Alicja Gołod-Gołębiowska, polska sanitariuszka, uczestniczka powstania warszawskiego (zm. 1944)
  - Juan Carlos Lorenzo, argentyński piłkarz, trener (zm. 2001)
- 1923:
  - Jack Hemingway, amerykański pisarz, wojskowy (zm. 2000)
  - Izzat Kłyczew, turkmeński malarz (zm. 2006)
  - Marianna Krasnodębska, polska działaczka konspiracji antyhitlerowskiej, Sprawiedliwa wśród Narodów Świata (zm. 2025)
- 1924:
  - Marzenna Schejbal, polska działaczka polonijna i kombatancka, uczestniczka powstania warszawskiego (zm. 2021)
  - Ludmila Tcherina, francuska tancerka, aktorka (zm. 2004)
  - Ed Wood, amerykański reżyser filmowy (zm. 1978)
- 1925:
  - Witold Leśniewicz, polski reżyser i operator filmów dokumentalnych (zm. 1983)
  - Wiktor Poliszczuk, kanadyjski politolog, dziennikarz pochodzenia polsko-ukraińskiego (zm. 2008)
  - Adela Zarzycka, polska rolniczka, polityk, poseł na Sejm PRL (zm. 2015)
- 1926 – Richard Jaeckel, amerykański aktor (zm. 1997)
- 1927:
  - Renzo Burini, włoski piłkarz, trener (zm. 2019)
  - Dana Elcar, amerykański aktor (zm. 2005)
  - Maria Kossakowska, polska scenarzystka filmów animowanych (zm. 2008)
  - Witold Żukowski, polski autor filmów oświatowych (zm. 1985)
- 1928:
  - Leyla Gencer, turecka śpiewaczka operowa (sopran) (zm. 2008)
  - Susumu Hani, japoński reżyser filmowy
  - Silas Silvius Njiru, kenijski duchowny katolicki, biskup Meru (zm. 2020)
  - Hidetaka Nishiyama, japoński karateka (zm. 2008)
  - Bror Östman, szwedzki skoczek narciarski (zm. 1992)
- 1929:
  - Bogdan Łazarkiewicz, polski chirurg
  - Barbara Szpyt, polska siatkarka (zm. 2014)
  - Halina Zaczek, polska aktorka (zm. 2025)
- 1930:
  - Eugenio Castellotti, włoski kierowca wyścigowy (zm. 1957)
  - Yves Chauvin, francuski chemik, laureat Nagrody Nobla (zm. 2015)
  - Akiyuki Nosaka, japoński pisarz (zm. 2015)
  - Joan O’Hara, irlandzka aktorka (zm. 2007)
  - Harold Pinter, brytyjski prozaik, dramaturg, scenarzysta, reżyser teatralny, laureat Nagrody Nobla (zm. 2008)
  - Witold Skrabalak, polski wydawca, działacz partyjny (zm. 2014)
  - Judit Temes, węgierska pływaczka (zm. 2013)
  - Konstantin Wyrupajew, rosyjski zapaśnik (zm. 2012)
- 1931:
  - Ronald Ferguson, brytyjski major (zm. 2003)
  - Eugeniusz Iwaniec, polski historyk, wykładowca akademicki (zm. 2019)
  - Atena Paszko, ukraińska poetka (zm. 2012)
- 1932:
  - Franco Borgo, włoski rolnik, samorządowiec, polityk, eurodeputowany (zm. 2017)
  - Sławomir Czajkowski, polski architekt, pedagog (zm. 2002)
  - Dimityr Inkjow, bułgarski pisarz (zm. 2006)
- 1933:
  - Łeonid Barteniew, ukraiński lekkoatleta, sprinter (zm. 2021)
  - Daniel Massey, brytyjski aktor (zm. 1998)
  - Jay Sebring, amerykański stylista (zm. 1969)
- 1934 – Matylda Konior-Opiłka, polska historyk sztuki, konserwator zabytków
- 1935:
  - Stanisław Jopek, polski śpiewak (tenor) (zm. 2006)
  - Francesco Marinelli, włoski duchowny katolicki, arcybiskup Urbino-Urbania-Sant’Angelo in Vado (zm. 2024)
  - Hermann Nuber, niemiecki piłkarz (zm. 2022)
  - Albert Scanlon, angielski piłkarz (zm. 2009)
  - Jaime Silva, kolumbijski piłkarz, trener (zm. 2003)
- 1936:
  - Gerhard Ertl, niemiecki fizyk, chemik, laureat Nagrody Nobla
  - Wojciech Gasparski, polski prakseolog, naukoznawca, etyk (zm. 2022)
- 1937:
  - Henry Mansell, amerykański duchowny katolicki, arcybiskup metropolita Hartfordu
  - Peter Underwood, australijski prawnik, działacz społeczny, polityk (zm. 2014)
- 1938:
  - Krystyna Bigelmajer, polska aktorka (zm. 1997)
  - Oleg Gordijewski, rosyjski pułkownik KGB, uciekinier, agent wywiadu brytyjskiego  (zm. 2025)
  - Colin Pratt, angielski żużlowiec (zm. 2021)
- 1939:
  - Bernd Bauchspieß, niemiecki piłkarz (zm. 2024)
  - Mieczysław Łopatka, polski koszykarz, trener
  - Neil Sloane, amerykańsko-brytyjski matematyk, informatyk
  - Abd al-Ati al-Ubajdi, libijski dyplomata, polityk, minister spraw zagranicznych, premier Libii (zm. 2023)
- 1940:
  - Winston Churchill, brytyjski polityk (zm. 2010)
  - Takuji Hayata, japoński gimnastyk
  - Witold Pograniczny, polski dziennikarz muzyczny (zm. 2008)
  - Bishambar Singh, indyjski zapaśnik (zm. 2004)
  - Kiyoshi Tanabe, japoński bokser
- 1941:
  - Peter Coyote, amerykański aktor
  - Fernando Faria de Oliveira, portugalski inżynier, menedżer, polityk
  - Jacob Nena, mikronezyjski polityk, gubernator stanu Kosrae, prezydent Mikronezji (zm. 2022)
  - Monique Noirot, francuska lekkoatletka, sprinterka
  - Ken Saro-Wiwa, nigeryjski pisarz, producent telewizyjny, ekolog (zm. 1995)
- 1942:
  - Chartchai Chionoi, tajski bokser (zm. 2018)
  - Anna Kubatko-Zielińska, polska okulistyka
  - Wojciech Siudmak, polski malarz, rzeźbiarz
  - Radu Vasile, rumuński historyk, ekonomista, publicysta, polityk, premier Rumunii (zm. 2013)
  - Jadwiga Wojtczak, polska lekkoatletka, dyskobolka
- 1943:
  - Denis Komivi Amuzu-Dzakpah, togijski duchowny katolicki, biskup Lomé
  - Prokl (Chazow), rosyjski biskup prawosławny (zm. 2014)
  - Reinhard Libuda, niemiecki piłkarz (zm. 1996)
  - Jan Wraży, polski piłkarz (zm. 2019)
- 1944:
  - Baltazar Porras, wenezuelski duchowny katolicki, arcybiskup Méridy
  - Francisco Sagasti, peruwiański polityk, prezydent Peru
  - Agustín Tamames, hiszpański kolarz szosowy
  - Sándor Zambó, węgierski piłkarz
  - Petyr Żekow, bułgarski piłkarz (zm. 2023)
- 1945:
  - Jacek Stanisław Buras, polski dramaturg, tłumacz, krytyk literacki
  - Burgl Färbinger, niemiecka narciarka alpejska (zm. 2025)
  - Krzysztof Jędrzejko, polski botanik, briolog, geobotanik (zm. 2012)
  - Giennadij Kowalow, rosyjski biathlonista (zm. 2024)
  - Jurij Razuwajew, rosyjski szachista, trener (zm. 2012)
  - Edoardo Reja, włoski piłkarz, trener
  - Stanisław Tomkiewicz, polski rolnik, działacz opozycji antykomunistycznej, polityk, poseł na Sejm kontraktowy (zm. 2022)
- 1946:
  - Charles Dance, brytyjski aktor, reżyser i scenarzysta filmowy
  - Naoto Kan, japoński polityk, premier Japonii
  - Franco Malerba, włoski fizyk, astronauta, polityk
  - Jerzy Piwowar, polski siatkarz, trener
  - Dickie Rock, irlandzki piosenkarz (zm. 2024)
  - Shlomo Sand, izraelski historyk
  - Chris Tarrant, brytyjski prezenter radiowy i telewizyjny
  - Ben Vereen, amerykański aktor
- 1947:
  - Nina Matwijenko, ukraińska piosenkarka (zm. 2023)
  - Élisabeth Morin-Chartier, francuska nauczycielka, polityk
  - Francis Perrin, francuski aktor, reżyser i scenarzysta filmowy
- 1948:
  - Calistrat Cuțov, rumuński bokser (zm. 2025)
  - Władysław Komendarek, polski muzyk, członek zespołu Exodus
  - Séverine, francuska piosenkarka
  - Roger Wilson, amerykański polityk, gubernator stanu Missouri
- 1949:
  - Ángeles Amador, hiszpańska prawnik, polityk
  - Camsek Chin, palauski polityk
  - Pedro José Conti, włoski duchowny katolicki, biskup Macapy w Brazylii
  - Joanis Glawakis, grecki przedsiębiorca, polityk, eurodeputowany
  - Royal Kobayashi, japoński bokser (zm. 2020)
  - Julius Kvedaras, litewski piłkarz, trener
  - Aleksandr Markin, rosyjski piłkarz (zm. 1996)
  - Andrzej Sikorowski, polski gitarzysta, wokalista, kompozytor, autor tekstów, członek zespołu Pod Budą
- 1950:
  - Andrzej Dziuba, polski duchowny katolicki, biskup łowicki
  - Domingo Oropesa Lorente, hiszpański duchowny katolicki, biskup Cienfuegos
  - Nora Roberts, amerykańska pisarka
  - Grzegorz (Stefanow), bułgarski biskup prawosławny
  - Elżbieta Szparaga, polska politolog, polityk, poseł na Sejm RP
  - Takashi Yorino, japoński kierowca wyścigowy
  - Lesław Zając, polski lekkoatleta, średniodystansowiec
- 1951:
  - Isuf Dedushaj, kosowski immunolog, epidemiolog, nauczyciel akademicki, publicysta (zm. 2025)
  - Jeanette Dimech, hiszpańska piosenkarka
  - Epeli Ganilau, fidżyjski wojskowy, polityk (zm. 2023)
  - Edward Kalisz, polski aktor (zm. 2017)
  - Mario Kassar, libańsko-amerykański producent filmowy
  - Lam Po-chuen, hongkoński aktor (zm. 2015)
  - Zbigniew Moszumański, polski pułkownik, dziennikarz, historyk
  - Dmitrij Swietozarow, rosyjski reżyser i scenarzysta filmowy
- 1952:
  - Jan Faltyn, polski kolarz torowy i szosowy
  - Werner Hug, szwajcarski szachista
  - Miguel Ángel Neira, chilijski piłkarz
  - Janusz Sybis, polski piłkarz
- 1953:
  - Albert Rust, francuski piłkarz, bramkarz, trener
  - Midge Ure, szkocki wokalista, gitarzysta, autor tekstów, producent muzyczny, członek zespołów Thin Lizzy i Ultravox
  - Biserka Višnjić, chorwacka piłkarka ręczna
  - Gus Williams, amerykański koszykarz (zm. 2025)
- 1954:
  - Caczo Andrejkowski, bułgarski bokser
  - Aldona Grochal, polska aktorka
  - Geneviève Fioraso, francuska polityk
  - Grażyna Leja, polska bizneswoman, polityk, urzędniczka państwowa (zm. 2021)
  - David Lee Roth, amerykański wokalista, muzyk, kompozytor, aktor, członek zespołu Van Halen
  - Václav Patejdl, słowacki wokalista, kompozytor, członek zespołu Elán (zm. 2023)
  - Marek Piątek, polski duchowny katolicki, biskup Coari w Brazylii
  - Fernando Santos, portugalski piłkarz, trener
- 1955:
  - Janusz Białek, polski piłkarz, trener
  - Aleksandr Bubnow, rosyjski piłkarz, trener
  - Mauro De Pellegrin, włoski kolarz szosowy
  - Teresa Kotlarczyk, polska reżyserka i scenarzystka filmowa
  - Mike Mangold, amerykański pilot cywilny i sportowy (zm. 2015)
- 1956:
  - Amanda Burton, brytyjska aktorka
  - Raúl Gorriti, peruwiański piłkarz (zm. 2015)
  - Taur Matan Ruak, wschodniotimorski wojskowy, polityk, prezydent Timoru Wschodniego
  - Paul Sturrock, szkocki piłkarz, trener
  - Jerzy Utowka, litewski polityk pochodzenia polskiego
- 1957:
  - Porfirio Armando Betancourt, honduraski piłkarz (zm. 2021)
  - Dirk Heyne, niemiecki piłkarz, bramkarz, trener
  - Christel Justen, niemiecka pływaczka (zm. 2005)
  - Dominique Lebrun, francuski duchowny katolicki, arcybiskup metropolita Rouen
  - Artur Ullrich, niemiecki piłkarz
- 1958:
  - John Grunsfeld, amerykański fizyk, astronauta
  - Tibor Mičinec, słowacki piłkarz
  - J. Eddie Peck, amerykański aktor
  - Wiesław Piotrowicz, polski rugbysta, sędzia
  - Tanya Tucker, amerykańska piosenkarka country
- 1959:
  - Marcelo Ebrard, meksykański polityk
  - Éric Halphen, francuski prawnik, sędzia śledczy, pisarz
  - Barbara Hund, niemiecko-szwajcarska szachistka
  - Gary Kemp, brytyjski aktor, muzyk, wokalista, autor tekstów, członek zespołu Spandau Ballet
  - Michael Klein, rumuński piłkarz pochodzenia niemieckiego (zm. 1993)
  - Dominik Księski, polski nauczyciel, działacz społeczny, wydawca
  - Maya Lin, amerykańska architekt, artystka pochodzenia chińskiego
  - Randy Mamola, amerykański motocyklista wyścigowy
  - Wachid Masudow, kazachski piłkarz, trener pochodzenia czeczeńskiego
  - Derek Sikua, salomoński polityk, premier Wysp Salomona
  - Bradley Whitford, amerykański aktor
- 1960:
  - Khadija Arib, holenderska polityk pochodzenia marokańskiego
  - Ozan Ceyhun, niemiecki polityk, eurodeputowany pochodzenia tureckiego
  - Karra Elejalde, hiszpański aktor, reżyser i scenarzysta filmowy narodowości baskijskiej
  - Guy Henry, brytyjski aktor
  - Urszula Kielan, polska lekkoatletka, skoczkini wzwyż
  - Paweł Król, polski piłkarz
  - Arlene McCarthy, brytyjska polityk, eurodeputowana
  - Ralf Raps, niemiecki piłkarz, bramkarz
  - Simon Townshend, brytyjski gitarzysta, wokalista, członek zespołu The Who
- 1961:
  - Éric Berthon, francuski narciarz dowolny
  - Paul Chart, brytyjski reżyser filmowy
  - Ferdinando De Giorgi, włoski siatkarz, trener
  - Brian Diemer, amerykański lekkoatleta, długodystansowiec
  - Bonita Friedericy, amerykańska aktorka
  - Jean-Marc Leclercq, francuski piosenkarz, esperantysta
  - Danuta Stenka, polska aktorka
- 1962:
  - Fahad Abdulrahman, emiracki piłkarz
  - Gerrit Badenhorst, południowoafrykański sztangista, trójboista siłowy, strongman
  - Gerlad Buder, niemiecki kolarz torowy
  - Rex Walheim, amerykański pułkownik, inżynier, astronauta
- 1963:
  - Ashley Holzer, kanadyjska i amerykańska jeźdźczyni sportowa
  - Katarzyna Kozak, polska aktorka
  - Bjørn Kristensen, duński piłkarz
  - Anita Mui, hongkońska aktorka, piosenkarka (zm. 2003)
  - Daniel Pearl, amerykański dziennikarz (zm. 2002)
  - Jolanda de Rover, holenderska pływaczka
  - Vegard Ulvang, norweski biegacz narciarski
- 1964:
  - Suat Atalık, turecki szachista
  - Kenny Battle, amerykański koszykarz
  - Verónica Cangemi, argentyńska śpiewaczka operowa (sopran)
  - Maxi Gnauck, niemiecka gimnastyczka
  - Guy Hellers, luksemburski piłkarz, trener
  - Lionel Laurent, francuski biathlonista
  - Zyta Rudzka, polska psycholog, pisarka, scenarzystka
- 1965:
  - François Amégasse, gaboński piłkarz
  - Chris Penn, amerykański aktor (zm. 2006)
  - Toshi, japoński muzyk, wokalista, członek zespołów X JAPAN i TOSHI with T-EARTH
- 1966:
  - Tony Adams, angielski piłkarz, trener
  - Bai Ling, amerykańska aktorka pochodzenia chińskiego
  - Quim Machado, portugalski piłkarz, trener
  - Derrick McKey, amerykański koszykarz
  - Elana Meyer, południowoafrykańska lekkoatletka, biegaczka długodystansowa
  - Anna Nowak, polska aktorka, prezenterka telewizyjna
  - Karen Percy, kanadyjska narciarka alpejska
  - Przemysław Thiele, polski muzyk, wokalista, autor tekstów, producent muzyczny, członek zespołów Kolaboranci i Zemby
- 1967:
  - Michael Giacchino, amerykański kompozytor pochodzenia włoskiego
  - Jonathan Littell, amerykański pisarz
  - Gavin Newsom, amerykański polityk, gubernator Kalifornii
  - Laura Stoica, rumuńska piosenkarka, kompozytorka, aktorka (zm. 2006)
  - Jacek Zieliński, polski piłkarz, trener
- 1968:
  - Marek Bogucki, polski aktor
  - Aaron Lawrence, jamajski piłkarz
  - Marcin Mamoń, polski reżyser, dziennikarz
  - Chris Ofili, brytyjski malarz
  - Alona Szostak, polska aktorka
- 1969:
  - Gérald Baticle, francuski piłkarz, trener
  - Manu Bennett, australijski aktor
  - Edgars Bondars, łotewski dyplomata
  - Francis Escudero, filipiński polityk
  - Brett Favre, amerykański futbolista
  - Robert Quiroga, amerykański bokser (zm. 2004)
- 1970:
  - Norbert Bisky, niemiecki malarz
  - Rhys Fulber, kanadyjski muzyk, kompozytor, producent muzyczny
  - Dean Kiely, irlandzki piłkarz, bramkarz
  - Silke Kraushaar-Pielach, niemiecka saneczkarka
  - Tomasz Krzyżyński, polski koszykarz
  - Mohammed Mourhit, belgijski lekkoatleta, długodystansowiec pochodzenia marokańskiego
  - Goran Navojec, chorwacki aktor
  - András Telek, węgierski piłkarz
  - U-God, amerykański raper
- 1971:
  - Graham Alexander, szkocki piłkarz, trener
  - Kevin Birmingham, amerykański duchowny katolicki, biskup pomocniczy Chicago (zm. 2023)
  - Elvir Bolić, bośniacki piłkarz
  - Jewgienij Kisin, rosyjski pianista
  - António João Neto, angolski piłkarz
  - Reynald Pedros, francuski piłkarz, trener pochodzenia hiszpańskiego
  - Sharon Petzold, amerykańska narciarka dowolna
- 1972:
  - Yinka Dare, nigeryjski koszykarz (zm. 2004)
  - Brandon Barnes, amerykański muzyk, kompozytor, producent muzyczny
  - Artur Bramora, polski przedsiębiorca, polityk, poseł na Sejm RP
  - Rafał Mucha, polski samorządowiec, polityk, poseł na Sejm RP
  - Marcelo Negrão, brazylijski siatkarz
  - Lidia Tlałka, polska lekkoatletka, skoczkini w dal
- 1973:
  - Joël Chenal, francuski narciarz alpejski
  - Vikash Dhorasoo, francuski piłkarz
  - Mario López, amerykański aktor pochodzenia meksykańskiego
- 1974:
  - Ade Akinbiyi, nigeryjski piłkarz
  - Jelena Antonowa, rosyjska pływaczka synchroniczna
  - Francesco Bottigliero, włoski dyrygent
  - Sergio Corino, hiszpański piłkarz
  - Julio Cruz, argentyński piłkarz
  - Dale Earnhardt Jr., amerykański kierowca wyścigowy
  - Roberto Fico, włoski polityk, przewodniczący Izby Deputowanych
  - Krzysztof Kaśkos, polski żołnierz (zm. 2004)
  - Lucy Powell, brytyjska polityk
  - Chris Pronger, kanadyjski hokeista
- 1975:
  - Nunzia De Girolamo, włoska prawnik, polityk
  - Ihsahn, norweski muzyk, kompozytor, wokalista, autor tekstów, producent muzyczny członek zespołów: Emperor, Peccatum i Thou Shalt Suffer
  - Monika Kwiatkowska, polska aktorka
  - Jewgienij Makarienko, rosyjski bokser
  - Ramón Morales, meksykański piłkarz
  - Karolína Peake, czeska prawniczka, polityk
  - Natalie Ramsey, amerykańska aktorka
  - Daniel Santos, portorykański bokser
- 1976:
  - Katja Beer, niemiecka biathlonistka
  - Lewan Ckitiszwili, gruziński piłkarz
  - Shane Doan, kanadyjski hokeista
- 1977:
  - Alberto Cisolla, włoski siatkarz
  - Sanel Kuljić, austriacki piłkarz pochodzenia bośniackiego
  - Shin’ya Nakano, japoński motocyklista wyścigowy
  - Manila Nazzaro, włoska modelka
  - Ali Suliman, izraelsko-palestyński aktor
- 1978:
  - Georgina Earl, nowozelandzka wioślarka
  - George Mallia, maltański piłkarz
  - Caroline Meyer, nowozelandzka wioślarka
  - Artur Nowaczewski, polski poeta, krytyk literacki
  - Jodi Lyn O’Keefe, amerykańska aktorka
  - Matt Roberts, amerykański gitarzysta, członek zespołu 3 Doors Down (zm. 2016)
- 1979:
  - Mýa Marie Harrison, amerykańska piosenkarka, aktorka, tancerka, modelka, producentka muzyczna
  - Volkan Kahraman, austriacki piłkarz, trener (zm. 2023)
  - Katrin Langensiepen, niemiecka działaczka samorządowa, polityk
  - Nicolás Massú, chilijski tenisista
  - Michal Mertiňák, słowacki tenisista
  - Yahima Ramirez, portugalska judoczka pochodzenia kubańskiego
  - Raša Sraka, słoweńska judoczka
- 1980:
  - Vlora Çitaku, kosowska polityk
  - Iwona Dorobisz, polska lekkoatletka, sprinterka
  - Chuck Eidson, amerykański koszykarz
  - Tomasz Krzyżaniak, polski perkusista
  - Julie Pomagalski, francuska snowboardzistka (zm. 2021)
- 1981:
  - Tony Alegbe, nigeryjski piłkarz
  - Jimmy Dixon, liberyjski piłkarz
  - Sanel Jahić, bośniacki piłkarz
  - Riga Mustapha, holenderski piłkarz pochodzenia ghańskiego
  - Daisuke Nasu, japoński piłkarz
  - Willis Ochieng, kenijski piłkarz
  - Michael Oliver, amerykański aktor
  - Francisco Rodríguez, meksykański piłkarz
  - Xara, angolski piłkarz
- 1982:
  - Aušra Bimbaitė, litewska koszykarka
  - David Cal, hiszpański kajakarz, kanadyjkarz
  - Tatjana Firowa, rosyjska sprinterka
  - Hideki Mutō, japoński kierowca wyścigowy
  - Sarah Semeraro, włoska lekkoatletka, tyczkarka
  - Dan Stevens, amerykański aktor
- 1983:
  - Juan Pedro Gutiérrez, argentyński koszykarz
  - Lzzy Hale, amerykańska wokalistka i gitarzystka rockowa
  - Kevinn Pinkney, amerykański koszykarz
  - Tolga Zengin, turecki piłkarz, bramkarz
- 1984:
  - Roberto Cereceda, chilijski piłkarz
  - Jacek Falkowski, polski piłkarz
  - Jean-Baptiste Grange, francuski narciarz alpejski
  - Chiaki Kuriyama, japońska modelka, gimnastyczka, aktorka
  - Elana Meyers-Taylor, amerykańska bobsleistka
  - Tomáš Pöpperle, czeski hokeista
  - Qin Xiaoqing, chińska zapaśniczka
  - Anna Stienkowa, rosyjska wspinaczka sportowa
  - Sibel Şimşek, turecka sztangistka
  - Troy Tulowitzki, amerykański baseballista pochodzenia polskiego
- 1985:
  - Katie Carter, amerykańska siatkarka
  - Dominique Cornu, belgijski kolarz torowy i szosowy
  - Marina Diamandis, walijska piosenkarka, kompozytorka, autorka tekstów pochodzenia greckiego
  - Irene Fonseca, kostarykańska siatkarka
  - Rostislav Olesz, czeski hokeista
  - Sandra Záhlavová, czeska tenisistka
- 1986:
  - Navion Boyd, jamajski piłkarz
  - Szimon Abu Chacira, izraelski piłkarz
  - Ezequiel Garay, argentyński piłkarz
  - Panajotis Glikos, grecki piłkarz, bramkarz
  - Nathan Jawai, australijski koszykarz
  - Dzmitryj Kamarouski, białoruski piłkarz
  - Andrew McCutchen, amerykański baseballista
  - Katarzyna Rusek, polska piłkarka
  - Romain Saladini, francuski kolarz górski
  - Dzmitryj Wierchaucou, białoruski piłkarz
- 1987:
  - Ruslan Abışov, azerski piłkarz
  - Alena Filipawa, białoruska zapaśniczka
  - Vagiz Galiulin, uzbecki piłkarz
  - Nicklas Pedersen, duński piłkarz
  - Natasha Starr, polska aktorka filmów porno
- 1988:
  - Luis Cardozo, paragwajski piłkarz
  - Rudy Gestede, beniński piłkarz
  - Brown Ideye, nigeryjski piłkarz
  - Aleksandra Kotlyarova, uzbecka lekkoatletka, skoczkini w dal i trójskoczkini
  - Silvia Lussana, włoska siatkarka
  - Ałen Zasiejew, ukraiński zapaśnik
- 1989:
  - Jeurys Familia, amerykański baseballista pochodzenia dominikańskiego
  - Rıza Kayaalp, turecki zapaśnik
  - Ołeh Miszczenko, ukraiński piłkarz
  - José Salvatierra, kostarykański piłkarz
  - Aimee Teegarden, amerykańska aktorka
  - Ana José Tima, dominikańska lekkoatletka, trójskoczkini
- 1990:
  - Lewan Berianidze, gruzińsko-ormiański zapaśnik
  - Michael Freiberg, australijski kolarz torowy
  - Anca Luchian, rumuńska wioślarka
  - Shelby Miller, amerykański baseballista
  - Jakub Vadlejch, czeski lekkoatleta, oszczepnik
- 1991:
  - Michael Carter-Williams, amerykański koszykarz
  - Gabriella Cilmi, australijska piosenkarka pochodzenia włoskiego
  - Mariana Pajón, kolumbijska kolarka BMX
  - Xherdan Shaqiri, szwajcarski piłkarz pochodzenia albańskiego
- 1992:
  - Alexander Alegría, hiszpański piłkarz
  - Dżano Ananidze, gruziński piłkarz
  - Anthony Brown, amerykański koszykarz
  - Chronixx, jamajski wokalista reggae i dancehall
  - Ryan Fredericks, angielski piłkarz
  - Melissa Humana-Paredes, kanadyjska siatkarka plażowa
  - Piotr Sabuk, polski szachista
  - Armend Thaqi, kosowski piłkarz
  - Elena Viviani, włoska łyżwiarka szybka, specjalistka short tracku
  - Masza Wągrocka, polska aktorka, piosenkarka
- 1993:
  - Marek Gajda, polski piłkarz plażowy
  - Alhaji Gero, nigeryjski piłkarz
  - Anders Jenssen, norweski piłkarz
  - Nako Motohashi, japońska koszykarka
  - Kyle Reyes, kanadyjski judoka
  - Shi Zhiyong, chiński sztangista
  - Luciano Teixeira, piłkarz z Gwinei Bissau
- 1994:
  - Sadiq El Fitouri, libijski piłkarz
  - Alessandro Golinucci, sanmaryński piłkarz
  - Magomiedchabib Kadimagomiedow, rosyjski i białoruski zapaśnik
  - Alex Kiprotich, kenijski lekkoatleta, oszczepnik
  - Ilja Michiejew, rosyjski hokeista
  - Kōki Niwa, japoński tenisista stołowy
  - Tereza Smitková, czeska tenisistka
  - Mike Tobey, amerykański koszykarz
- 1995:
  - Gabriel Cortez, ekwadorski piłkarz
  - Zofia Domalik, polska aktorka
  - Ellen Perez, australijska tenisistka
  - Emily Potter, kanadyjska koszykarka
- 1996:
  - David Gaudu, francuski kolarz szosowy
  - Nikola Katić, chorwacki piłkarz
  - Ilija Petkow, bułgarski siatkarz
  - Oscar Zia, szwedzki piosenkarz, autor tekstów pochodzenia włoskiego
- 1997:
  - Kieran Dowell, angielski piłkarz
  - Anita Formela, polska judoczka
  - José Carlos Martínez, gwatemalski piłkarz
- 1998:
  - Alexys Brunel, francuski kolarz szosowy
  - Fabio Di Giannantonio, włoski motocyklista wyścigowy
- 1999:
  - Zala Friškovec, słoweńska koszykarka
  - Rebecca Ghilardi, włoska łyżwiarka figurowa
  - Nediljko Labrović, chorwacki piłkarz, bramkarz
  - Lee Eun-saem, południowokoreańska aktorka
  - Dzmitryj Lisakowicz, białoruski piłkarz
  - João Virgínia, portugalski piłkarz, bramkarz
- 2000:
  - Ali Ahmed, kanadyjski piłkarz pochodzenia etiopskiego
  - Darja Biłodid, ukraińska judoczka
  - Aedin Mincks, amerykański aktor
  - Alex Moucketou-Moussounda, gaboński piłkarz
  - Felix Nmecha, niemiecki piłkarz pochodzenia nigeryjskiego
  - Ewoud Pletinckx, belgijski piłkarz
  - Abnelis Yambo, portorykańska zapaśniczka
  - Zeynep Yetgil, turecka zapaśniczka
- 2001:
  - Sampson Dweh, liberyjski piłkarz
  - Vikas Kumar, indyjski zapaśnik
- 2002:
  - Mohamed El Mokhtar, mauretański piłkarz, bramkarz
  - Josh Giddey, australijski koszykarz
  - James Trafford, angielski piłkarz, bramkarz
- 2003:
  - Mbaye Jacques Ndiaye, senegalski piłkarz
  - Tatiana Prozorowa, rosyjska tenisistka
- 2004:
  - Beatrice Colli, włoska wspinaczka sportowa
  - Rino Matsuike, japońska łyżwiarka figurowa
  - Anca Todoni, rumuńska tenisistka
- 2005 – Filip Popiwczak, polski siatkarz

## Zmarli
- 19 – Juliusz Cezar Germanikus, wódz rzymski (ur. 15 p.n.e.)
- 644 – Paulin z Yorku, rzymski misjonarz, pierwszy biskup Yorku, święty (ur. ?)
- 680 – Husajn ibn Ali, imam szyicki (ur. ok. 626)
- 1098 – (lub 10 grudnia) Kosmas, czeski duchowny katolicki, biskup praski (ur. ?)
- 1213 – Fryderyk II, książę Górnej Lotaryngii (ur. ?)
- 1268 – Agnieszka Przemyślidka, czeska królewna, margrabina miśnieńska (ur. ?)
- 1359 – Hugo IV, król Cypru (ur. 1295)
- 1379 – Jan z Bridlington, angielski zakonnik, święty (ur. 1319)
- 1411 – Mikołaj z Bolesławia, niemiecki duchowny katolicki, biskup pomocniczy wrocławski (ur. ?)
- 1451 – Astorgio Agnensi, włoski kardynał, kamerling (ur. 1391)
- 1508 – Jan Thurzo, polski przedsiębiorca, burmistrz Krakowa pochodzenia węgierskiego (ur. 1437)
- 1555 – Girolamo Verallo, włoski duchowny katolicki, biskup Bertinoro, biskup Caserty, arcybiskup Rossano, kardynał (ur. 1497)
- 1577 – Maria de Avis, infantka portugalska, księżna Viseu (ur. 1521)
- 1581 – Bayinnaung, król Birmy i jej dominiów (ur. 1516)
- 1588 – Nicolás Monardes, hiszpański lekarz, botanik (ur. 1493)
- 1630 – John Heminges, angielski aktor (ur. ok. 1556)
- 1633 – Joachim Stegmann, niemiecki matematyk, działacz reformacyjny braci polskich, duchowny, teolog, rektor Akademii Rakowskiej (ur. 1595)
- 1635 – Johann Ulrich Steigleder, niemiecki kompozytor, organista (ur. 1593)
- 1640 – Mikołaj Tryzna, polski szlachcic, polityk (ur. ?)
- 1651 – Philippus Rovenius, holenderski duchowny katolicki (ur. ok. 1572)
- 1659 – Abel Tasman, holenderski żeglarz, odkrywca (ur. 1603)
- 1707 – Jan Reinhold Patkul, inflancki generał, polityk (ur. 1660)
- 1708 – David Gregory, szkocki matematyk, astronom (ur. 1659)
- 1714 – Pierre le Pesant Sieur de Boisguilbert, francuski ekonomista (ur. 1646)
- 1716 – Anton Egon von Fürstenberg, saski książę, polityk (ur. 1656)
- 1720 – Antoine Coysevox, francuski rzeźbiarz (ur. 1640)
- 1725:
  - Francesco del Giudice, włoski kardynał (ur. 1647)
  - Anders Leijonstedt, szwedzki arystokrata, dyplomata, polityk (ur. 1649)
  - Philippe de Vaudreuil, francuski wojskowy, administrator kolonialny (ur. 1640)
- 1733 – Kazimierz Dominik Ogiński, polski polityk, poeta (ur. ?)
- 1739 – Dominik Rudnicki, polski jezuita, poeta (ur. 1676)
- 1744 – Johann Heinrich Schulze, niemiecki naukowiec, wynalazca (ur. 1687)
- 1765 – Lionel Sackville, brytyjski arystokrata, polityk (ur. 1688)
- 1792 – Constantine Phipps, brytyjski arystokrata, polityk, oficer Royal Navy, odkrywca (ur. 1744)
- 1796 – Juliana Maria, królowa duńska i norweska (ur. 1729)
- 1797 – Carter Braxton, amerykański polityk (ur. 1736)
- 1806 – Ludwik Ferdynand (I) Hohenzollern, pruski książę, generał, kompozytor (ur. 1772)
- 1820 – Wilson Cary Nicholas, amertkański polityk (ur. 1761)
- 1835 – Kazimierz Brodziński, polski poeta, krytyk literacki, tłumacz (ur. 1791)
- 1836 – Martha Jefferson Randolph, amerykańska pierwsza dama (ur. 1772)
- 1837 – Charles Fourier, francuski filozof, socjalista utopijny (ur. 1772)
- 1859 – Aleksander Dominik Radziwiłł, polski książę (ur. 1808)
- 1861 – Franziska Batthyány, węgierska hrabina, mecenas kultury i sztuki (ur. 1802)
- 1862 – Franciszek Kowalski, polski poeta, pedagog, pamiętnikarz, tłumacz (ur. 1799)
- 1872 – William H. Seward, amerykański prawnik, polityk (ur. 1801)
- 1875 – Aleksiej Tołstoj, rosyjski pisarz, okultysta (ur. 1817)
- 1876 – Ernst Burdach, niemiecki anatom (ur. 1801)
- 1881 – Daniel Comboni, włoski duchowny katolicki, biskup, misjonarz, święty (ur. 1831)
- 1896 – Witold Pruszkowski, polski malarz, rysownik (ur. 1846)
- 1899 – Maria Angela Truszkowska, polska zakonnica, błogosławiona (ur. 1825)
- 1903 – Waleria Marrené-Morzkowska, polska pisarka, tłumaczka, publicystka, feministka (ur. 1832)
- 1904 – Jules Ferrette, francuski duchowny katolicki, biskup Iony i zwierzchnik Apostolskiego Kościoła Katolickiego Zachodu (ur. 1828)
- 1906 – Jan Gadomski, polski pisarz, publicysta, wydawca (ur. 1859)
- 1907 – Adolf Furtwängler, niemiecki archeolog, historyk sztuki, wykładowca akademicki, muzealnik (ur. 1853)
- 1910 – Willem Maris, holenderski malarz (ur. 1844)
- 1911 – Jack Daniel, amerykański przedsiębiorca (ur. 1849)
- 1912:
  - Florian Cynk, polski malarz (ur. 1838)
  - Michał Jankowski, polski szlachcic, zesłaniec, pionier rosyjskiego Dalekiego Wschodu, przyrodnik, hodowca (ur. 1842)
- 1913:
  - Gregorio María Aguirre y García, hiszpański duchowny katolicki, arcybiskup Toledo i prymas Hiszpanii, kardynał (ur. 1835)
  - Tarō Katsura, japoński polityk, premier Japonii (ur. 1848)
- 1914:
  - Domenico Ferrata, włoski kardynał (ur. 1847)
  - Karol I, król Rumunii (ur. 1839)
  - Gijsbert van Tienhoven, holenderski polityk, premier Holandii (ur. 1841)
- 1916 – Antonio Sant’Elia, włoski architekt (ur. 1888)
- 1918:
  - Leon Grabski, polski przedsiębiorca, polityk (ur. 1853)
  - Maria Katarzyna Irigoyen Echegaray, hiszpańska zakonnica, błogosławiona (ur. 1848)
  - Konstanty Novák, polski ziemianin, uczestnik powstania styczniowego (ur. 1836)
- 1919 – Anatole Mallet, francuski inżynier, konstruktor parowozów pochodzenia szwajcarskiego (ur. 1837)
- 1920:
  - Meri Te Tai Mangakāhia, maoryska emancypantka (ur. 1868)
  - Hudson Stuck, amerykański wspinacz (ur. 1865)
- 1921 – Otto von Gierke, niemiecki historyk prawa, wykładowca akademicki (ur. 1841)
- 1922 – Mieczysław Jaroński, polski skrzypek, pedagog (ur. 1961)
- 1923:
  - Gustav Lindau, niemiecki botanik, mykolog, wykładowca akademicki (ur. 1866)
  - Heliodor Święcicki, polski ginekolog-położnik (ur. 1854)
  - Stanisława Tarnawiecka, polska właścicielka ziemska, działaczka społeczna pochodzenia niemieckiego (ur. 1864)
  - Lew Tichomirow, rosyjski rewolucjonista, terrorysta, filozof, pedagog (ur. 1852)
- 1924 – József C. Dobos, węgierski cukiernik, restaurator, autor książek kulinarnych (ur. 1847)
- 1926 – Bill Maclagan, szkocki rugbysta, działacz sportowy (ur. 1858)
- 1927:
  - August Kitzberg, estoński prozaik, dramaturg (ur. 1856)
  - Gustave Whitehead, amerykański wynalazca, konstruktor silników lotniczych, pionier lotnictwa (ur. 1874)
- 1928:
  - Eugeniusz Geyer, polski fabrykant pochodzenia niemieckiego (ur. 1849)
  - Fritz von Oheimb, niemiecki botanik (zm. 1850)
  - Teodor Roland, polski aktor (ur. 1862)
- 1930:
  - Charles F. Curry, amerykański polityk (ur. 1858)
  - Adolf Engler, niemiecki botanik, fitogeograf, systematyk, wykładowca akademicki (ur. 1844)
  - Armitage Trail, amerykański pisarz (ur. 1902)
- 1931 – Antoni Święch, polski snycerz, nauczyciel (ur. 1856)
- 1932:
  - Alfons Babich, polski generał brygady (ur. 1855)
  - Leon Pachucki, polski generał brygady (ur. 1872)
  - Henry Somerset, brytyjski arystokrata, polityk (ur. 1849)
- 1934 – Jan Bąkowski, polski malarz, portrecista (ur. 1872)
- 1936 – János Hock, węgierski duchowny katolicki, dziennikarz, polityk, pierwszy prezydent Węgier (ur. 1859)
- 1937:
  - Warłaam (Kozula), rosyjski biskup prawosławny (ur. 1871)
  - Iwan Kulik, radziecki prozaik, poeta, polityk pochodzenia żydowskiego (ur. 1897)
  - Piotr (Polański), rosyjski biskup prawosławny (ur. 1862)
  - Semen Wityk, ukraiński związkowiec, plityk (ur. 1876)
- 1939 – Robert Elliott, amerykański kat (ur. 1874)
- 1941:
  - Michaił Pietrow, radziecki generał major, polityk (ur. 1898)
  - Franciszek Styra, polski duchowny katolicki (ur. 1882)
  - Leon Wetmański, polski duchowny katolicki, biskup pomocniczy płocki, męczennik, błogosławiony (ur. 1886)
- 1942:
  - Aleksander Borawski, polski malarz, konserwator zabytków (ur. 1861)
  - Euzebiusz Pelc, polski franciszkanin konwentualny (ur. 1871)
  - Terézia Vansová, słowacka pisarka, dziennikarka, działaczka społeczna (ur. 1857)
- 1943:
  - John Jansson, szwedzki skoczek do wody (ur. 1892)
  - Frits Kuipers, holenderski piłkarz (ur. 1899)
  - Charlotte Salomon, niemiecka malarka pochodzenia żydowskiego (ur. 1917)
- 1944:
  - Adam Dobrodzicki, polski major piechoty, malarz, litograf, scenograf i reżyser teatralny, projektant rzeźb nagrobnych, publicysta (ur. 1883)
  - Jan Jaworowski, polski podharcmistrz, porucznik AK, uczestnik powstania warszawskiego (ur. 1920)
  - Gösta Lundqvist, szwedzki żeglarz sportowy (ur. 1892)
  - Bronisław Manicki, polski starszy sierżant (ur. 1893)
  - Siergiej Poleżajkin, radziecki starszy porucznik (ur. 1920)
  - Marian Sługocki, polski legionista, rzeźbiarz, malarz, pedagog (ur. 1883)
  - Ojzer Warszawski, polski pisarz pochodzenia żydowskiego (ur. 1898)
- 1945 – Leonard Malik, polski piłkarz (ur. 1908)
- 1946 – Adam Tarnowski, polski hrabia, austro-węgierski dyplomata (ur. 1866)
- 1949:
  - Stanisław Matzke, polski malarz, grafik, pedagog (ur. 1870)
  - Dolf van der Nagel, holenderski piłkarz (ur. 1889)
  - Nikołaj Osokin, rosyjski neurolog, neuroanatom (ur. 1877)
- 1950 – Josef Straßberger, niemiecki sztangista (ur. 1894)
- 1951 – Axel Sjöblom, szwedzki gimnastyk (ur. 1882)
- 1952 – Mieczysław Wiśniewski, polski piłkarz, bramkarz (ur. 1892)
- 1953:
  - Stanisław Bryliński, polski aktor, reżyser teatralny (ur. 1890)
  - Roberto Vicentini, włoski duchowny katolicki, arcybiskup, nuncjusz apostolski (ur. 1878)
  - Marian Waligórski, polski prawnik, wykładowca akademicki (ur. 1903)
- 1954:
  - Helena Radlińska, polska pedagog (ur. 1879)
  - Józef Jan Zimmerman, polski malarz, projektant tkanin, pedagog (ur. 1887)
- 1956:
  - William Kanerva, fiński piłkarz (ur. 1902)
  - Fiodor Mierkułow, radziecki polityk (ur. 1900)
- 1957 – Tadeusz Okoń, polski malarz (ur. 1872)
- 1958 – Ferdynand Zarzycki, polski generał brygady, polityk, minister przemysłu i handlu (ur. 1888)
- 1959 – Frédéric Bruynseels, belgijski żeglarz sportowy (ur. 1888)
- 1960 – Stanisław Porębski, polski taternik, działacz turystyczny, przemysłowiec, handlowiec (ur. 1884)
- 1961 – Władysław Strzębalski, polski polityk, poseł na Sejm Ustawodawczy (ur. 1889)
- 1963 – Édith Piaf, francuska pieśniarka (ur. 1915)
- 1964:
  - Eddie Cantor, amerykański aktor, komik, piosenkarz pochodzenia żydowskiego (ur. 1892)
  - Heinrich Neuhaus, rosyjski pianista, pedagog (ur. 1888)
  - Franciszek Kapeliński, polski działacz ludowy, polityk, poseł na Sejm RP (ur. 1874)
- 1965 – Francesco Martino, włoski gimnastyk (ur. 1900)
- 1966:
  - Charlotte Cooper Sterry, brytyjska tenisistka (ur. 1870)
  - Iwan Tugarinow, radziecki dyplomata (ur. 1905)
- 1967 – Anda Kitschman, polska piosenkarka, kompozytorka, dyrygentka, aktorka (ur. 1895)
- 1968 – Nikifor Krynicki, łemkowski malarz prymitywista (ur. 1895)
- 1969:
  - Irena Pannenkowa, polska działaczka niepodległościowa, dziennikarka, filozof (ur. 1879)
  - Iwan Własowśkyj, ukraiński działacz społeczny, polityk, teolog (ur. 1883)
- 1970:
  - Édouard Daladier, francuski polityk, premier Francji (ur. 1884)
  - Adam Rapacki, polski ekonomista, polityk, dyplomata, minister spraw zagranicznych (ur. 1909)
- 1972 – Niels Hansen, duński żeglarz sportowy (ur. 1892)
- 1973:
  - Jadwiga Horodyska, polska rzeźbiarka (ur. 1905)
  - Ada Majmon, izraelska polityk (ur. 1893)
  - Ludwig von Mises, austriacko-amerykański ekonomista, prakseolog, wykładowca akademicki pochodzenia żydowskiego (ur. 1881)
  - Hermann Reinecke, niemiecki generał (ur. 1888)
  - Mieczysław Sąsiadek, polski inżynier mechanik, wykładowca akademicki (ur. 1905)
- 1974 – Marie Luise Kaschnitz, niemiecka pisarka, poetka (ur. 1901)
- 1975:
  - August Dvorak, amerykański psycholog, wykładowca akademicki pochodzenia czeskiego (ur. 1894)
  - Stanisław Gąsienica-Sieczka, polski narciarz klasyczny (ur. 1904)
  - Ludwik Hartwig, polski artysta fotograf (ur. 1883)
  - Stanisław Kielan, polski inżynier elektronik, wykładowca akademicki (ur. 1915)
- 1976:
  - Silvana Armenulić, jugosłowiańska piosenkarka (ur. 1938)
  - Tadeusz Friedrich, polski szablista (ur. 1903)
- 1977:
  - Jean Duvieusart, belgijski polityk, premier Belgii (ur. 1900)
  - Marian Zieliński, polski generał brygady (ur. 1926)
- 1978 – Ralph Metcalfe, amerykański lekkoatleta, sprinter, polityk (ur. 1910)
- 1979:
  - Paul Paray, francuski kompozytor, dyrygent (ur. 1886)
  - Bernard Przybylski, polski dominikanin, teolog (ur. 1907)
- 1980:
  - Carlo Annovazzi, włoski piłkarz (ur. 1925)
  - Zenon Baranowski, polski lekkoatleta, sprinter (ur. 1930)
  - Francis Carroll, irlandzki duchowny katolicki, arcybiskup, wikariusz apostolski Monrovii w Liberii (ur. 1912)
  - Tameichi Hara, japoński komandor (ur. 1900)
- 1981 – Mica Todorović, jugosłowiańska malarka, rysowniczka (ur. 1900)
- 1983:
  - Jan Budziło, polski architekt wnętrz, artysta plastyk, pedagog (ur. 1908)
  - Aleksander Gabszewicz, polski podpułkownik pilot, as myśliwski (ur. 1911)
  - Waldemar Krakos, polski morderca (ur. 1960)
  - Ralph Richardson, brytyjski aktor (ur. 1902)
- 1985:
  - Yul Brynner, amerykański aktor (ur. 1920)
  - Kazimierz Szemioth, polski poeta, publicysta, aktor, malarz, grafik (ur. 1933)
  - Orson Welles, amerykański aktor, reżyser, scenarzysta i producent filmowy (ur. 1915)
- 1986 – Han Drijver, holenderski hokeista na trawie (ur. 1927)
- 1987 – Jaroslav Bouček, czeski piłkarz (ur. 1912)
- 1988:
  - Kazimierz Lubelski, polski koszykarz (ur. 1925)
  - Juan Pujol, hiszpański podwójny agent wywiadu (brytyjski i niemiecki) (ur. 1912)
  - Edmund Romer, polski inżynier, wykładowca akademicki (ur. 1904)
  - Kazimierz Siedlecki, polski aktor (ur. 1938)
- 1989:
  - Jan Gałkowski, polski poeta, autor tekstów piosenek (ur. 1926)
  - Andriej Kondratienko, radziecki i ukraiński polityk (ur. 1898)
  - Irmina Rzeźnicka, polska wszechstronna lekkoatletka (ur. 1907)
  - Zenon Wiłun, polski geolog, geotechnik, wykładowca akademicki (ur. 1908)
- 1990 – Edward Szostak, polski koszykarz (ur. 1911)
- 1991:
  - Pío Cabanillas, hiszpański prawnik, polityk (ur. 1923)
  - Nikolaus Hirschl, austriacki zapaśnik (ur. 1908)
  - Zuzanna Leśniak, polska aktorka (ur. 1965)
  - Wisława Noskiewicz, polska gimnastyczka (ur. 1901)
  - Andrzej Zaucha, polski piosenkarz, saksofonista, aktor (ur. 1949)
- 1992:
  - Abdy Sujerkułow, radziecki i kirgiski polityk (ur. 1912)
  - Zofia Wojciechowska-Grabska, polska malarka (ur. 1905)
- 1993 – Leszek Pieczonka, polski piłkarz ręczny, trener, działacz sportowy (ur. 1941)
- 1994:
  - Sheikh Mohammed Sultan, banglijski malarz (ur. 1923)
  - Benedict Varghese Gregorios Thangalathil, indyjski duchowny katolicki obrządku malankarskiego, arcybiskup Trivandrum, zwierzchnik Kościoła Syromalankarskiego (ur. 1916])
- 1996 – Magdalena (Żegałowa), rosyjska mniszka prawosławna (ur. 1921)
- 1997:
  - Max Schürer, szwajcarski astronom (ur. 1910)
  - Walter Simon, amerykański koszykarz (ur. 1939)
- 1998 – Clark Clifford, amerykański prawnik, polityk (ur. 1906)
- 1999:
  - Benedykt Heydenkorn, polski dziennikarz emigracyjny (ur. 1906)
  - Roman Mackiewicz, polski kierownik muzyczny, dyrygent (ur. 1919)
  - Pinchas Scheinman, izraelski polityk (ur. 1912)
  - Andrzej Wiernik, polski lektor radiowy i telewizyjny (ur. 1940)
- 2000:
  - Sirimavo Bandaranaike, lankijska polityk, premier Sri Lanki (ur. 1916)
  - Ferenc Farkas, węgierski kompozytor (ur. 1905)
- 2001 – Eddie Futch, amerykański trener boksu (ur. 1911)
- 2002:
  - Mario de las Casas, peruwiański piłkarz (ur. 1901)
  - Teresa Graves, amerykańska aktorka, piosenkarka (ur. 1948)
- 2003:
  - Henryk Abbe, polski aktor (ur. 1920)
  - Viola Burnham, gujańska nauczycielka i polityczka (ur. 1930)
  - Eugene Istomin, amerykański pianista pochodzenia rosyjskiego (ur. 1925)
  - Marek Nowicki, polski fizyk, działacz społeczny (ur. 1947)
- 2004:
  - Josef Argauer, austriacki trener piłkarski (ur. 1910)
  - Ken Caminiti, amerykański baseballista (ur. 1963)
  - Christopher Reeve, amerykański aktor (ur. 1952)
  - Arthur H. Robinson, amerykański geograf, kartograf (ur. 1915)
  - Maurice Shadbolt, nowozelandzki pisarz (ur. 1932)
- 2005:
  - Wayne Booth, amerykański literaturoznawca (ur. 1921)
  - Milton Obote, ugandyjski polityk, premier i prezydent Ugandy (ur. 1924)
- 2006:
  - Ołeksandr Ałpatow, ukraiński piłkarz, trener (ur. 1927)
  - Stojan Ormandżiew, bułgarski piłkarz (ur. 1920)
  - Mieczysław Poznański, polski operator filmów animowanych (ur. 1923)
- 2007:
  - Ambrose De Paoli, amerykański duchowny katolicki pochodzenia włoskiego, arcybiskup, nuncjusz apostolski (ur. 1934)
  - Karol Sabath, polski biolog, paleontolog (ur. 1963)
- 2008:
  - Alton Ellis, jamajski muzyk reggae (ur. 1940)
  - Simon Mol, kameruński pisarz, dziennikarz (ur. 1973)
  - Leo Rosner, australijski muzyk (ur. 1918)
- 2009 – Stephen Gately, irlandzki piosenkarz, członek boysbandu Boyzone (ur. 1976)
- 2010:
  - Solomon Burke, amerykański wokalista rockowy (ur. 1940)
  - Hwang Jang Yŏp, północnokoreański dygnitarz, główny ideolog Partii Pracy Korei (ur. 1923)
  - Richard Lyon-Dalberg-Acton, brytyjski arystokrata, polityk (ur. 1941)
  - Adán Martín Menis, hiszpański polityk, prezydent Wysp Kanaryjskich (ur. 1943)
  - Joan Sutherland, australijska śpiewaczka operowa (sopran) (ur. 1926)
- 2011 – Masahiro Hamazaki, japoński piłkarz, bramkarz (ur. 1940)
- 2012:
  - Jos Huysmans, belgijski kolarz szosowy (ur. 1941)
  - Jerzy Jarocki, polski reżyser teatralny, dramaturg, tłumacz, pedagog (ur. 1929)
  - Piotr Lenartowicz, polski jezuita, filozof przyrody, witalista, lekarz (ur. 1934)
- 2013:
  - Scott Carpenter, amerykański pilot wojskowy, inżynier, astronauta (ur. 1925)
  - Stanisław Człapa, polski duchowny katolicki, profesor liturgiki, dziekan żukowski i starogardzki, prałat (ur. 1938)
  - Daniel Duval, francuski aktor (ur. 1944)
  - Franciszek Dzida, polski reżyser filmowy (ur. 1946)
  - Jan Kuehnemund, amerykańska wokalistka, gitarzystka (ur. 1961)
  - Joseph Fielding McConkie, amerykański teolog, misjonarz (ur. 1941)
  - Kumar Pallana, indyjski aktor (ur. 1918)
- 2014 – Wacław Krzyżanowski, polski prawnik, prokurator stalinowski (ur. 1923)
- 2015:
  - Roman Michał Andrzejewski, polski biolog, ekolog, polityk, wiceminister ochrony środowiska (ur. 1930)
  - Richard Heck, amerykański chemik, laureat Nagrody Nobla (ur. 1931)
  - Lidia Kozubek, polska pianistka (ur. 1927)
- 2016:
  - Cezary Szczepaniak, polski profesor nauk technicznych  (ur. 1935)
  - John Vaughn, amerykański duchowny katolicki, franciszkanin, generał zakonu (ur. 1928)
- 2017 – Cho Jin-ho, południowokoreański piłkarz (ur. 1973)
- 2018:
  - Yvan Blot, francuski urzędnik państwowy, polityk, eurodeputowany, publicysta (ur. 1948)
  - Zbigniew Ruciński, polski aktor (ur. 1954)
  - Piotr Soszyński, polski gitarzysta, współzałożyciel i członek zespołu Super Duo (ur. 1959)
  - Tex Winter, amerykański trener koszykarski (ur. 1922)
- 2019:
  - Dominic Jala, indyjski duchowny katolicki, arcybiskup Shillong (ur. 1951)
  - Marie-José Nat, francuska aktorka (ur. 1940)
  - Stefan Pastuszka, polski historyk, profesor nauk humanistycznych, polityk, senator RP (ur. 1940)
- 2020:
  - Lidia Andruszkiewicz, polska dziennikarka (ur. 1958)
  - Wasilij Kulkow, rosyjski piłkarz (ur. 1966)
- 2021:
  - Abdul Qadeer Khan, pakistański inżynier, naukowiec, twórca pakistańskiego programu atomowego (ur. 1936)
  - Luis de Pablo, hiszpański kompozytor (ur. 1930)
  - Anatolij Suczkow, ukraiński piłkarz, trener (ur. 1934)
- 2022:
  - Sergio Brighenti, włoski piłkarz, trener (ur. 1932)
  - Ferdinando Facchiano, włoski prawnik, polityk (ur. 1927)
  - Wiktor Łogunow, rosyjski kolarz torowy (ur. 1944)
- 2023:
  - Terry Dischinger, amerykański koszykarz (ur. 1940)
  - Zofia Urbanyi-Krasnodębska, polska dyrygentka, pedagog (ur. 1934)
- 2024:
  - Fleur Adcock, brytyjska poetka (ur. 1934)
  - Peter Cormack, szkocki piłkarz, trener (ur. 1946)
  - Ethel Kennedy, amerykańska działaczka na rzecz praw człowieka (ur. 1928)
  - Leszek Moczulski, polski dziennikarz, publicysta, historyk, działacz opozycji antykomunistycznej, polityk, poseł na Sejm RP (ur. 1930)
  - Teresa Nowak, polska lekkoatletka, płotkarka (ur. 1942)